# Boston Celtics
I Boston Celtics sono una delle 30 franchigie della NBA (National Basketball Association), il campionato professionistico di pallacanestro degli Stati Uniti d'America. La loro sede è a Boston, e militano quindi nell'Atlantic Division dell'Eastern Conference.
I Celtics hanno vinto 18 volte il titolo di campioni NBA (record assoluto della lega) su 22 finali disputate, di cui otto consecutive (dal 1959 al 1966), record per uno sport professionistico nordamericano, e 11 titoli di conference (record per l'Est). Sono inoltre al primo posto nell'albo d'oro dell'Atlantic Division, con 25 vittorie.
La franchigia è stata di proprietà della Boston Basketball Partners L.L.C., consorzio di investitori guidato dal magnate della finanza Wycliffe Grousbeck, che ha rilevato la società nel 2002 da Paul Gaston. Nel 2025 i Boston Celtics stati acquistati da un consorzio guidato da Bill Chishalm per circa 6 miliardi di dollari, rilevandola dalla famiglia Grousbeck. Brad Stevens è il general manager. La franchigia, fondata nel 1946, è una delle tre (insieme a New York Knicks e Philadelphia/San Francisco/Golden State Warriors) che hanno partecipato a tutte le edizioni della BAA e NBA.
La squadra gioca gli incontri interni al TD Garden di Boston.
I colori sociali sono il bianco e il verde, mentre il simbolo è un leprecauno.

## Storia

### Origini
All'origine del basket professionistico statunitense, con la fondazione nel 1925 della American Basketball League, Boston era rappresentata da due squadre: i Boston Whirlwinds (unica stagione 1925/26) e i Boston Trojans (dal 1934).
Il 6 giugno del 1946, undici proprietari delle più grandi arene sportive degli Stati Uniti e di squadre di hockey fondarono il primo nucleo della NBA chiamato inizialmente Basketball Association of America. Tra i fondatori della nuova lega era presente Walter Brown in qualità di proprietario del Boston Garden.
La leggenda vuole che il nome della franchigia scaturisse da una conversazione tra Walter Brown e il suo collaboratore Howie McHugh, quest'ultimo propose nomi come Whirlwinds, Unicorns o Olympics. Brown invece impose il nome Celtics collegandolo alla folta presenza di immigrati irlandesi che vivevano a Boston e nel ricordo di una squadra newyorkese che possedeva lo stesso nome (l'odierna franchigia, comunque, non ha alcuna relazione diretta con i New York Celtics/Brooklyn Celtics attiva nella ABL degli anni venti/trenta).
La scelta del nome fu comunque legata anche a strategie di marketing: il fine ultimo era di accattivarsi subito le simpatie della cittadinanza e del pubblico bostoniano.
I Boston Celtics (insieme ai New York Knicks) sono l'unica squadra a fare parte della NBA sin dalla sua fondazione e a non avere mai lasciato la città di origine.

### 1946-1956: la costruzione della "Dinastia"

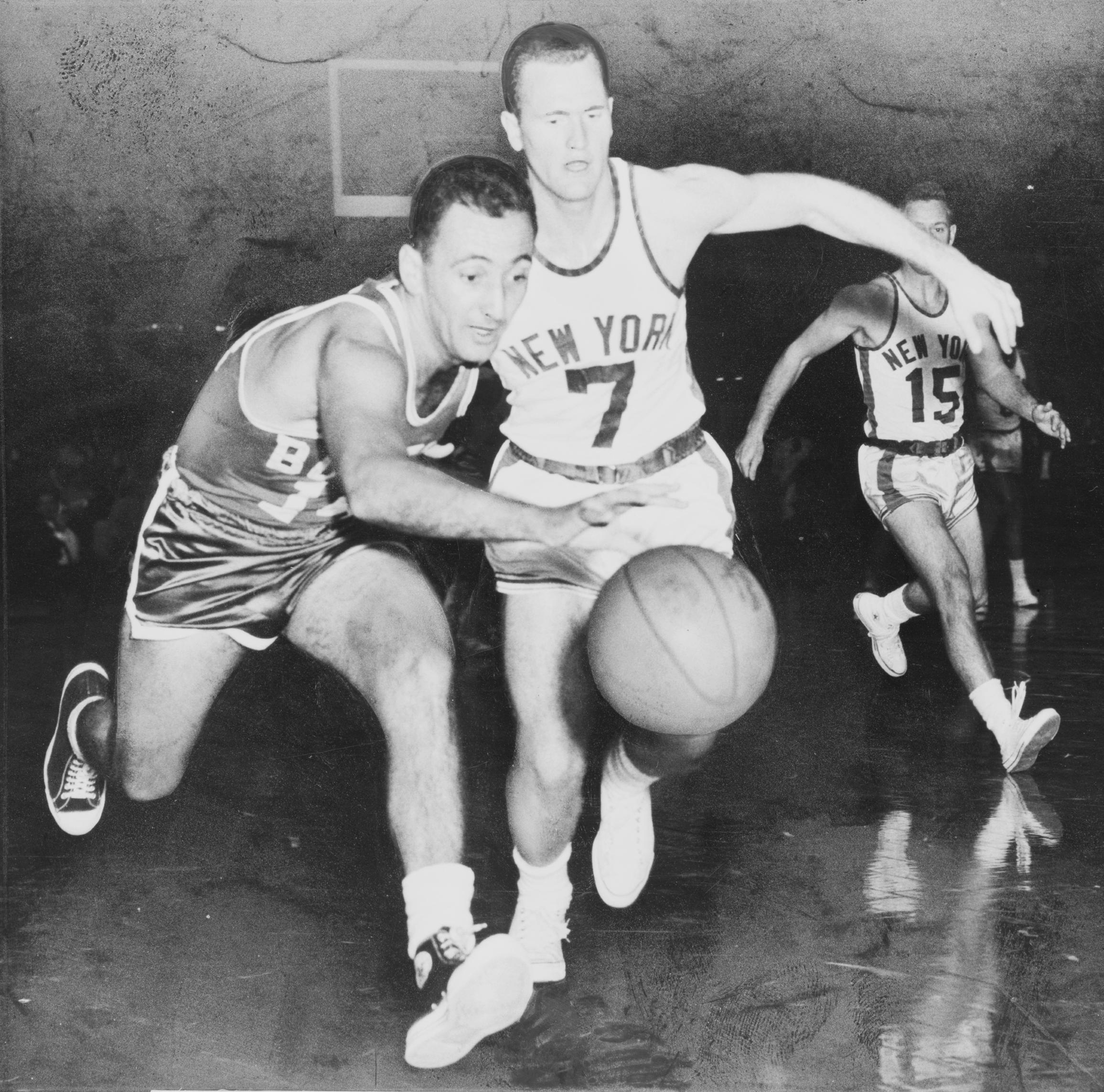
Bob Cousy in palleggio

Quando la NBA (che inizialmente si chiamava Basketball Association of America) giocò il suo primo campionato, nella stagione 1946-1947, i Celtics si presentarono al debutto con una squadra non molto competitiva. Il presidente Walter Brown, fondatore della franchigia, aveva messo insieme un gruppo di giocatori dal talento non eccelso, allenati da John "Honey" Russell, non portarono grandi risultati nei primi anni di appartenenza alla lega. Il debutto avvenne il 5 novembre al Boston Garden davanti a 4329 tifosi. I Celtics perdono la loro prima partita con i Chicago Stags per 57-55. Quella prima stagione si chiuse con un bilancio di 22 vittorie e 38 sconfitte e l'eliminazione ai playoff per 2-1 da parte dei Chicago Stags. Tra i pochi giocatori a mettersi in luce nel corso della stagione vi fu Connie Simmons.
Nelle successive tre stagioni la squadra non raggiunse risultati di alto livello, con una sola apparizione ai playoff (eliminazione al primo turno) e record (rapporto vittorie sconfitte) che non consentirono di competere con le franchige più forti.
La squadra del Massachusetts non era ancora riuscita a fare il definitivo salto di qualità in modo da lottare con le migliori squadre per la conquista del titolo, perciò il proprietario Walter Brown decise di puntare, a partire dalla stagione 1950, su un nuovo allenatore, Arnold "Red" Auerbach, che aveva fino a quel giorno guidato con alterne vicende i Washington Capitols e i Tri-Cities Blackhawks. Figlio di un ebreo russo scappato negli Stati Uniti lasciando la sua lavanderia di Minsk, Auerbach fu soprannominato "Red" (il Rosso) sia per il colore dei capelli che per il temperamento caratteriale abbastanza focoso.
A partire dalla stagione 1950-1951, con l'arrivo di Ed Macauley (dai St Louis Bombers) e di Bob Cousy (proveniente dal fallimento dei Chicago Stags), i Celtics riuscirono per la prima volta a chiudere il campionato con un record vincente (39-30), venendo però eliminati al primo turno dei playoff dai New York Knicks.
L'abilità manageriale di Red Auerbach permise a Boston di ingaggiare per la stagione 1951-52 Bill Sharman (acquistato dai Washington Capitols), di accrescere il potenziale di Bob Cousy, di raggiungere i primi posti nella Eastern Division e di conseguire discreti risultati nei playoff, con 5 partecipazioni consecutive e 3 finali di Division (tutte perse).

### 1956-1969: la "Dinastia"

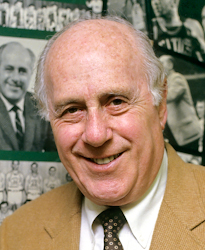
Red Auerbach

L'inizio della stagione 1956-1957 è contraddistinta da un importante scambio tra i Celtics e i St. Louis Hawks: Bill Russell, prima scelta nel draft di quell'anno, venne ceduto dagli Hawks ai Celtics in cambio di Ed Macauley e Cliff Hagan. A questo arrivo si affianca quello di Tom Heinsohn che risulterà matricola dell'anno. La stagione si concluse con la conquista del primo titolo NBA nella storia della franchigia, sconfiggendo in finale gli St. Louis Hawks di Bob Pettit dopo due tempi supplementari nella decisiva settima gara. Fu l'inizio del periodo noto come La Dinastia, dove i Celtics vinsero undici titoli in 13 anni.
Nella stagione seguente la finale vide ancora contrapposti i Celtics contro gli Hawks, ma furono questi ultimi ad avere la meglio, sconfiggendo la squadra del Massachusetts in sei gare molto combattute, contraddistinte dall'infortunio del centro Bill Russell.

Nelle successive otto stagioni i Celtics segnarono il record, ancora imbattuto negli sport professionistici nordamericani, di otto titoli consecutivi. In questa striscia vincente, la franchigia incontrò per cinque volte in finale i Lakers, iniziando una delle rivalità più importanti nella storia della NBA. Nel 1964 Red Auerbach fece dei Celtics il primo team ad avere cinque afroamericani nel quintetto iniziale.

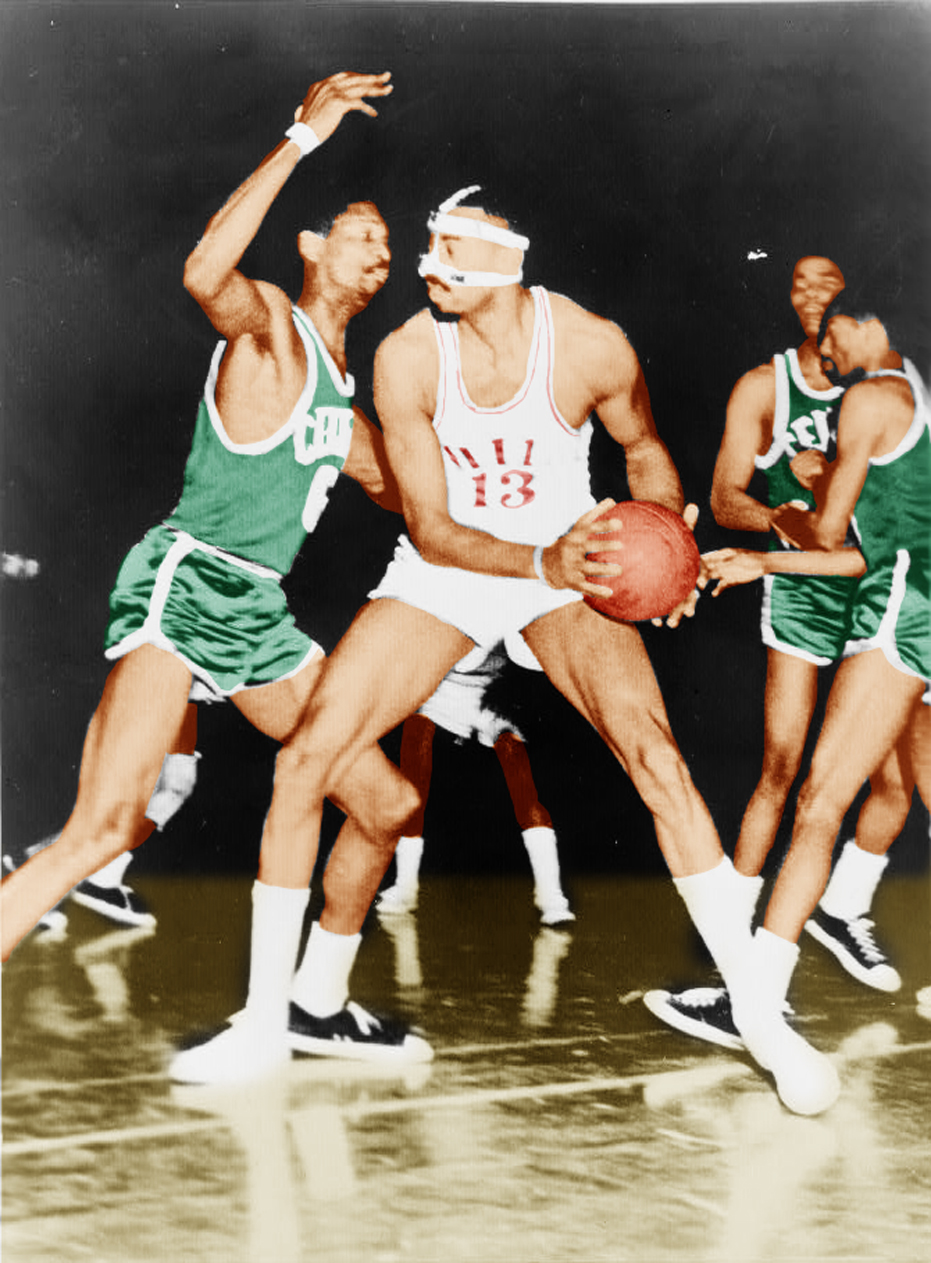
Bill Russell difende su Wilt Chamberlain

Alla fine della stagione 1965-1966 lo storico coach si ritirò, preferendo diventare general manager della squadra, e il suo posto venne preso da Bill Russell, primo allenatore afroamericano della NBA, con il ruolo di giocatore-allenatore. Questa lunga striscia vincente venne interrotta nella stagione 1966-1967, con la sconfitta nella finale di Eastern Division da parte dei Philadelphia 76ers di Wilt Chamberlain.
Nelle due stagioni seguenti (1967-68 e 1968-69) i Celtics tornarono a trionfare e a conquistare il titolo NBA, in entrambe le occasioni contro i Los Angeles Lakers: nella prima occasione la disputa si concluse in sei gare, mentre nella seconda si assistette a una delle finali più equilibrate nella storia della lega, conclusasi in sette gare e decisa negli ultimi secondi dell'ultima partita. A conferma di questo equilibrio il premio come miglior giocatore delle finali andò a Jerry West, dei Lakers (nessun altro giocatore della squadra che ha perso le finali ha ricevuto il premio). Alla fine di questa stagione Russell si ritirò, ponendo fine a quella che è stata la prima Dinastia della storia NBA.

### 1969-1979: la ricostruzione di una dinastia
Nell'annata 1969-70, con il ritiro dall'attività sportiva di Bill Russell, Tom Heinsohn divenne il capo-allenatore e la squadra attraversò una inevitabile crisi, dazio da pagare nell'attesa di un ricambio generazionale che ormai sembrava inevitabile. La stagione terminò con un record negativo di 34 vittorie e 48 sconfitte non permettendo ai Celtics di approdare ai play-off, prima volta in venti anni.
Il 1970-71 fu caratterizzato dall'arrivo dal draft di Dave Cowens come quarta scelta assoluta. La stagione venne contrassegnata da un record positivo di 44-38 che non permise per il secondo anno consecutivo ai Celtics di approdare ai play-off. Dave Cowens, insieme a Geoff Petrie dei Portland Trail Blazers, ricevette il NBA Rookie of the Year Award.
Comunque la squadra era in visibile crescita e nella stagione seguente, con un bilancio positivo di 56-26, tornò a vincere la Atlantic Division e raggiungere i playoff. I Celtics superarono prima gli Atlanta Hawks in semifinale, per poi essere sconfitti nella finale di conference dai New York Knicks.

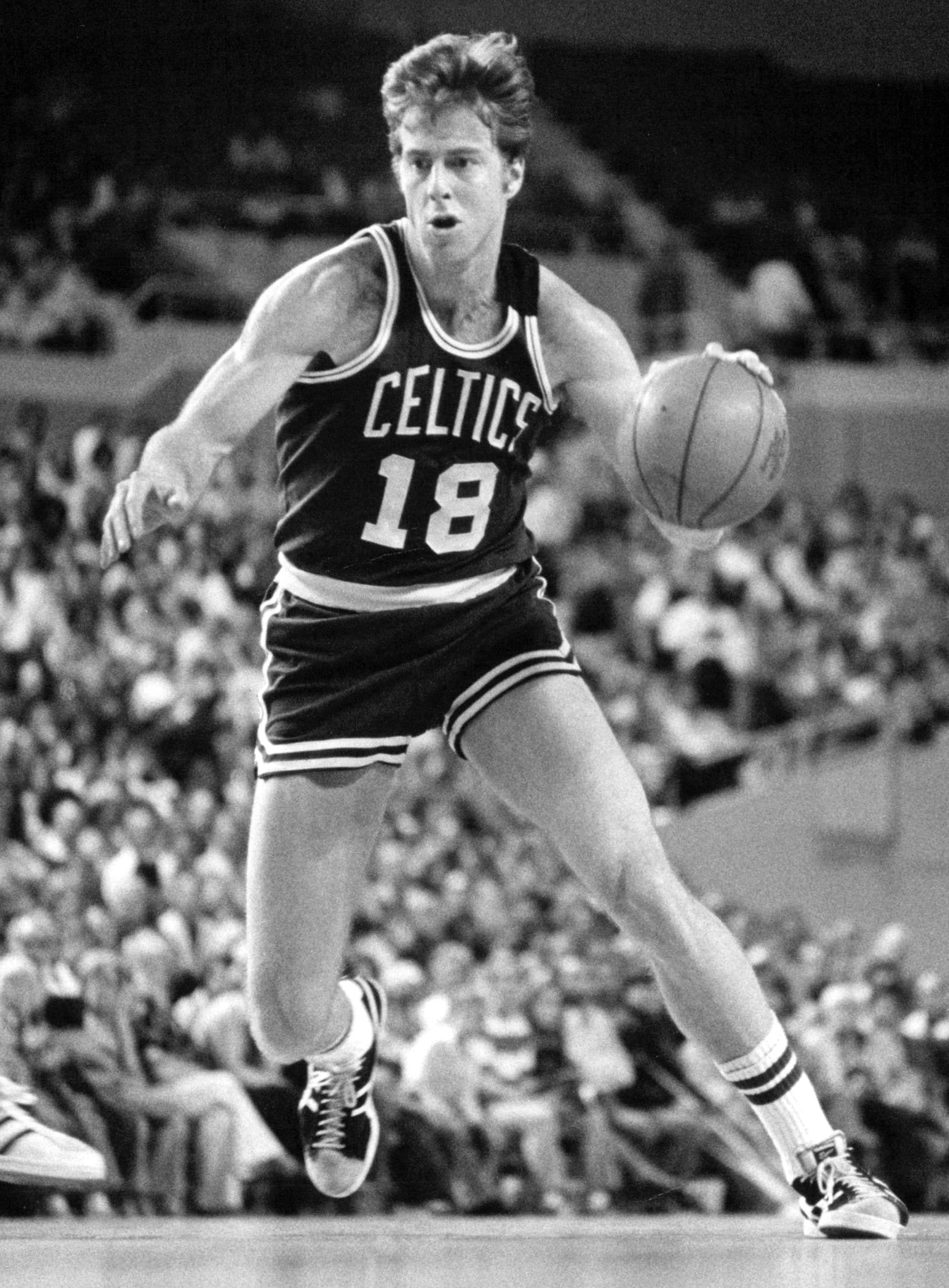
Dave Cowens in azione

Nel 1972-73 i Celtics stabilirono il nuovo record assoluto di vittorie nella stagione regolare (68-14), mentre Cowens vinse il titolo di MVP. Nei playoff sconfissero gli Atlanta Hawks in sei partite e raggiunsero i New York Knicks in finale di Conference. Ancora una volta i Knicks sconfissero i Celtics in gara sette al Boston Garden per 94-78. John "Honey" Russell, il primo allenatore dei Boston Celtics viene inserito nella Hall of Fame.
L'anno successivo si concluse con un record nella stagione regolare di 56-26. Nei playoff sconfissero di seguito i Buffalo Braves (in sei partite) e i New York Knicks (in cinque partite). In finale si trovarono di fronte i Bucks. La finale contro i Milwaukee Bucks guidati da Kareem Abdul-Jabbar fu molto combattuta: dopo gara 5 i Celtics erano a un passo dal titolo, ma i Bucks vinsero gara 6 al Boston Garden con un gancio di Jabbar a tre secondi dal termine. La serie tornò quindi a Milwaukee per la settima gara e i Celtics riuscirono a battere i Bucks per 102-87. John Havlicek fu eletto MVP della finale.
La nuova stagione, nonostante la perdita del centro Dave Cowens per due mesi a causa di un infortunio, vide i Celtics vincere facilmente l'Atlantic Division con un record di 60-22. Nei playoff vinsero rapidamente con gli Houston Rockets in 5 partite e raggiunsero la finale della Eastern Conference. Qui i Celtics vennero battuti dai Washington Bullets in 6 partite. Bill Russell venne inserito nel Naismith Memorial Basketball Hall of Fame.
Nella stagione 1975-76 i Celtics terminarono al primo posto nella loro division con un record 54-28 e, dopo avere eliminato i Buffalo Braves e i Cleveland Cavaliers, disputarono la serie finale contro i Phoenix Suns. Vinsero le prime due gare al Boston Garden, ma persero le due successive in Arizona. Vinsero gara 5 ai supplementari con il punteggio finale di 128-126 e infine gara 6 per 87-80. Jo Jo White fu nominato MVP della finale.

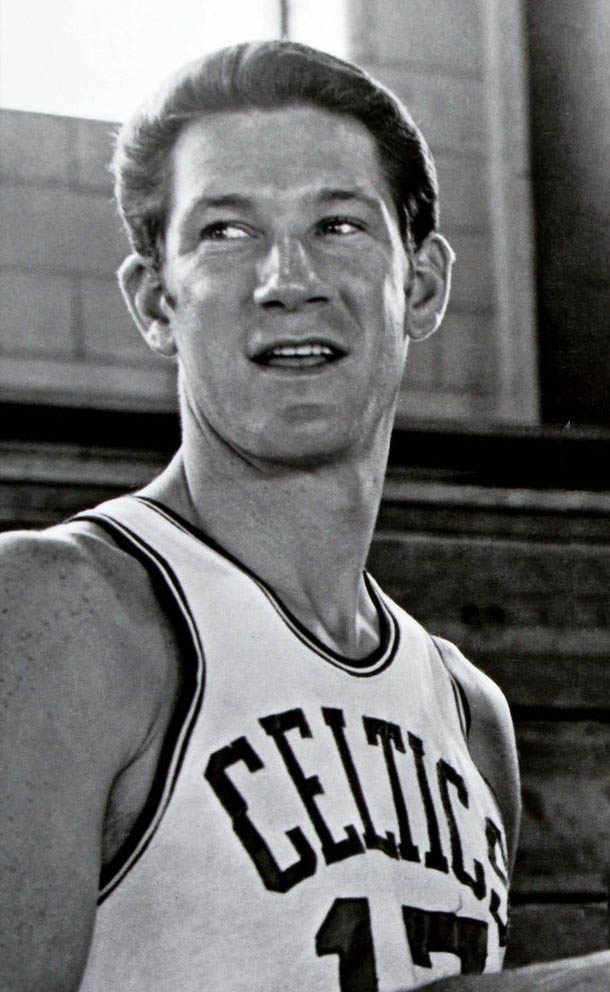
John Havlicek

La stagione 1976-77 si concluse con il secondo posto e un record di 44-38. I Celtics raggiunsero i playoff battendo i San Antonio Spurs ma vennero eliminati dai Philadelphia 76ers in 7 partite.
Nel 1977-78 i Celtics attraversarono uno dei momenti più delicati della loro storia. Persero 23 partite su 34 quando coach Tom Heinsohn venne licenziato e sostituito da un altro ex giocatore bostoniano, Satch Sanders, confermando la tradizione che favorisce quasi sempre una soluzione interna. Sanders concluse la stagione al terzo posto in Division con un deludente record di 32-50, mancando l'accesso ai play-off.
Quello di Sanders fu più che altro un interregno, visto che rimase solo per due "mezze" stagioni, lasciando la squadra a Dave Cowens durante il campionato 1978-79. La stagione si concluse con un record negativo di 29-53, e l'esperienza di Cowens come giocatore-allenatore non convinse.

### 1979-1992: L'era Bird
Così, per la prima volta dai tempi di Auerbach, Boston scelse un allenatore che non era cresciuto nella famiglia biancoverde, Bill Fitch. Nella stagione 1979-80 Fitch ebbe la fortuna di trovarsi fra le mani già al suo primo anno Larry Bird, proveniente dal draft del 1978. L'impatto fu immediato: la stagione regolare si concluse con un record di 61 vinte e 21 perse. Nei playoff, dopo due anni di assenza, i Celtics batterono gli Houston Rockets in 4 partite ma vennero sconfitti dai Philadelphia 76ers nella finale della Eastern Conference in 5 partite. Larry Bird fu premiato come la matricola dell'anno e Bill Fitch come allenatore dell'anno.

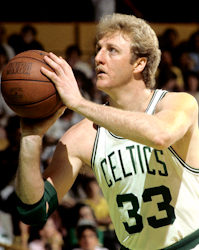
Larry Bird al tiro

Al primo giro del draft del 1980 venne scelto Kevin McHale, nell'ambito di un giro di scambi con i Golden State Warriors che porterà a Boston anche Robert Parish. Kevin McHale, Robert Parish e Larry Bird andarono così a formare quella che, secondo molti, fu la più forte frontcourt (la linea formata dal centro e dalle due ali) della storia della NBA. La stagione regolare si concluse con un record di 62-20, il migliore della NBA. Nei playoff i Celtics non ebbero alcun problema a disfarsi dei Chicago Bulls in 4 partite e nella finale di conference si imposero sui Philadelphia 76ers sette gare, con tiro vincente di Larry Bird nei secondi finali. I Boston Celtics affrontarono in finale NBA gli Houston Rockets vincendo la serie per 4 a 2. Cedric Maxwell fu nominato MVP delle finali.
I Celtics confermarono i progressi ottenuti vincendo la Atlantic Division per il terzo anno di fila con il migliore record della NBA: 63-19. Nei playoff, dopo avere sconfitto i Washington Bullets in 5 partite (4-1), vennero fermati in finale di Conference dai Philadelphia 76ers: 3 a 4.
Con il passare del tempo i rapporti tra Bill Fitch e i giocatori si deteriorarono e nella stagione 1982/83 i Celtics raggiunsero un record di 56-26. Nei playoff sconfissero gli Atlanta Hawks per 2 a 1, ma nella semifinale di Conference furono battuti dai Milwaukee Bucks per 0 a 4.
I difficili rapporti tra i giocatori e Fitch portarono la società a sostituire quest'ultimo con K.C. Jones, ex playmaker della Celtic-Dynasty. Nella stagione 1983/84 i Celtics acquistarono dai Phoenix Suns Dennis Johnson. La stagione regolare si concluse con un record di 62-20 e la prima posizione nella Eastern Conference, mentre Bird vinse il NBA Most Valuable Player Award. Nei playoff la squadra superò i Washington Bullets (3-1), i New York Knicks (4-3) e i Milwaukee Bucks in finale di Conference per 4 a 1. Le finali furono un déjà vu: Celtics-Lakers. L'antica rivalità venne rinverdita dal duello fra Larry Bird e Magic Johnson, ma anche da quello fra Robert Parish e Kareem Abdul-Jabbar. La serie fu molto combattuta e mise a confronto lo Showtime dei Lakers contro il Celtics-Pride di Boston. Le finali si conclusero per 4 a 3 per i verdi.
La stagione 1984-85 sembrava un preludio per rivedere il remake Celtics-Lakers in finale. Boston fece registrare nella stagione regolare un record di 63-19, e Bird vinse di nuovo il Premio per il miglior giocatore dell'anno. Nei playoff la squadra superò i Cleveland Cavaliers in 4 partite, i Detroit Pistons in 6. La finale della Eastern si disputarono contro i Philadelphia 76ers, a loro volta superati in 5 partite (4-1). La serie delle Finals iniziò positivamente con una vittoria netta chiamata successivamente il "Massacro del Memorial Day" (a Boston, la squadra di casa vinse di 34 punti). Ma la serie prese in seguito una direzione diversa: i Lakers finalmente riuscirono a sconfiggere i Celtics nelle finali (prima volta dopo otto sconfitte consecutive) per 4-2.
Nella successiva stagione regolare la franchigia del Massachusetts raggiunse il record di 67 vittorie e 15 sconfitte; Bird conquistò ancora il premio come miglior giocatore dell'anno. Nei playoff i Celtics superarono i Chicago Bulls (3-0), gli Atlanta Hawks (4-1) e nelle finali di Conference i Milwaukee Bucks (4-0). Sorpresa nella Western Conference: gli Houston Rockets dell'ex Bill Fitch e con le "Twin Towers" Hakeem Olajuwon e Ralph Sampson batterono nettamente i favoriti Los Angeles Lakers. La serie delle Finals si concluse per 4 a 2 in favore dei Boston Celtics.
La stagione successiva si aprì sotto i peggiori auspici: la seconda scelta del Draft 1986, Len Bias, selezionato dai Celtics, morì per un'overdose di cocaina. Nonostante ciò la squadra continuò a essere tra le migliori, vincendo la Atlantic Division con un record di 59-23. Nei playoff sconfisse i Chicago Bulls (3-0), i Milwaukee Bucks (4-3) e nelle finali di Conference i Detroit Pistons (4-3). In finale ritrovò nuovamente i Los Angeles Lakers, e, come due anni prima, la serie si concluse 4 a 2 per i giallo-viola losangelini.
L'età dei giocatori (una media di oltre 30 anni) non fu un ostacolo per i Celtics che vinsero la Atlantic Division con un record di 57-25. Nei playoff superarono i New York Knicks in quattro partite (3-1) e con molta difficoltà gli Atlanta Hawks di Dominique Wilkins: 4 a 3. Nella finale di Eastern Conference si imbatterono nei Detroit Pistons dei bad boy Isiah Thomas e Bill Laimbeer: la serie terminò in sei partite, 4 a 2 per i "Pistoni".

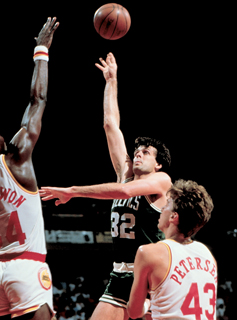
Kevin McHale

Quando K.C. Jones decise di lasciare la panchina biancoverde e passare al front office, Auerbach optò per l'ennesima soluzione interna, promuovendo Jimmy Rodgers, fino a quel momento il vice di Jones. La stagione trascorse con l'importante assenza di Larry Bird (giocò solo 6 partite) e i Celtics fecero registrare un bilancio di 42 vittorie e 40 sconfitte (ottavo e ultimo risultato valido per l'ingresso nei playoff di Eastern Conference). Al primo turno dei playoff furono facile preda dei Detroit Pistons: 0-3.
Con il ritorno di Larry Bird a tempo pieno i Celtics raggiunsero un record nella stagione regolare di 52-30. Nei play-off i verdi si portarono subito sul 2-0 nella serie contro i New York Knicks, ma poi crollarono perdendo le rimanenti tre partite della serie, compresa quella decisiva al Boston Garden. Jimmy Rodgers dopo la pesante sconfitta fu licenziato.
Il nuovo allenatore, dopo il rifiuto di Mike Krzyzewski, divenne Chris Ford, assistente ed ex giocatore bostoniano. I Celtics cercarono di cambiare pelle con Reggie Lewis e Brian Shaw diventando una squadra più veloce e da contropiede. La stagione regolare del 1990-91 si concluse con un record di 56-26. Nei playoff la squadra superò gli Indiana Pacers (3-2), ma venne fermata in semifinale di Conference ancora dai Detroit Pistons per 4 a 2.
Nonostante la prolungata assenza di Larry Bird e Kevin McHale per gran parte della stagione, i Celtics, sostenuti da Reggie Lewis, raggiunsero il record di 51-31 nella stagione regolare del 1991-92. Nei playoff superarono gli Indiana Pacers (3-0), ma vennero eliminati in semifinale di Conference dai Cleveland Cavaliers, che vinsero la serie di sette partite per 4 a 3. A fine stagione Larry Bird annunciò il proprio ritiro dopo la partecipazione ai Giochi olimpici di Barcellona 1992 con la squadra degli Stati Uniti, il Dream Team.

### 1992-2007: il declino e le critiche insistenti
Con il ritiro di Larry Bird i Celtics ebbero un inizio di campionato traumatico: persero otto partite su dieci disputate. La stagione regolare si concluse comunque positivamente con un record di 48-34. Nei playoff vennero subito sconfitti dagli Charlotte Hornets per 3 a 1. Durante i playoff a Reggie Lewis, allora stella nascente, fu diagnosticato un battito cardiaco irregolare. Nonostante gli avvertimenti del medico Lewis continuò l'attività agonistica e mentre giocava una partita di allenamento ebbe un arresto cardiaco e morì. Aveva solo 27 anni.
La tragica morte di Reggie Lewis e il ritiro di Kevin McHale fecero sì che i Celtics non raggiungessero i playoff per la prima volta in 15 anni con un record negativo di 32-50. A fine stagione Robert Parish, diventato free agent, si trasferì agli Charlotte Hornets e Dino Rađa finì secondo nella graduatoria di assegnazione del NBA Rookie of the Year Award.
La stagione regolare 1994/95 si concluse con un record di 35-47, permettendo comunque alla squadra di partecipare ai playoff. I Celtics vennero sconfitti per 3 a 1 dagli Orlando Magic, che quell'anno raggiunsero la finale.

#### Cambiamenti drastici, la “cura Pitino” e l’arrivo di Paul Pierce
Nel 1995 i Celtics cambiarono "casa" abbandonando lo storico Boston Garden per il nuovo TD Garden, privo della magia del vecchio palazzo (fu comunque trasferito l'originale parquet a doghe incrociate). Chris Ford lasciò la panchina a M.L. Carr, anch'esso ex giocatore di Boston. La stagione si concluse con un record negativo di 33-49.
Nel 1996 i Celtics festeggiarono il 50º anniversario dalla nascita (1946). La stagione non fu altrettanto "celebrativa", con 15 partite vinte e 67 perse. La nota positiva fu la matricola Antoine Walker e l'ingaggio come allenatore di Rick Pitino per la stagione successiva.

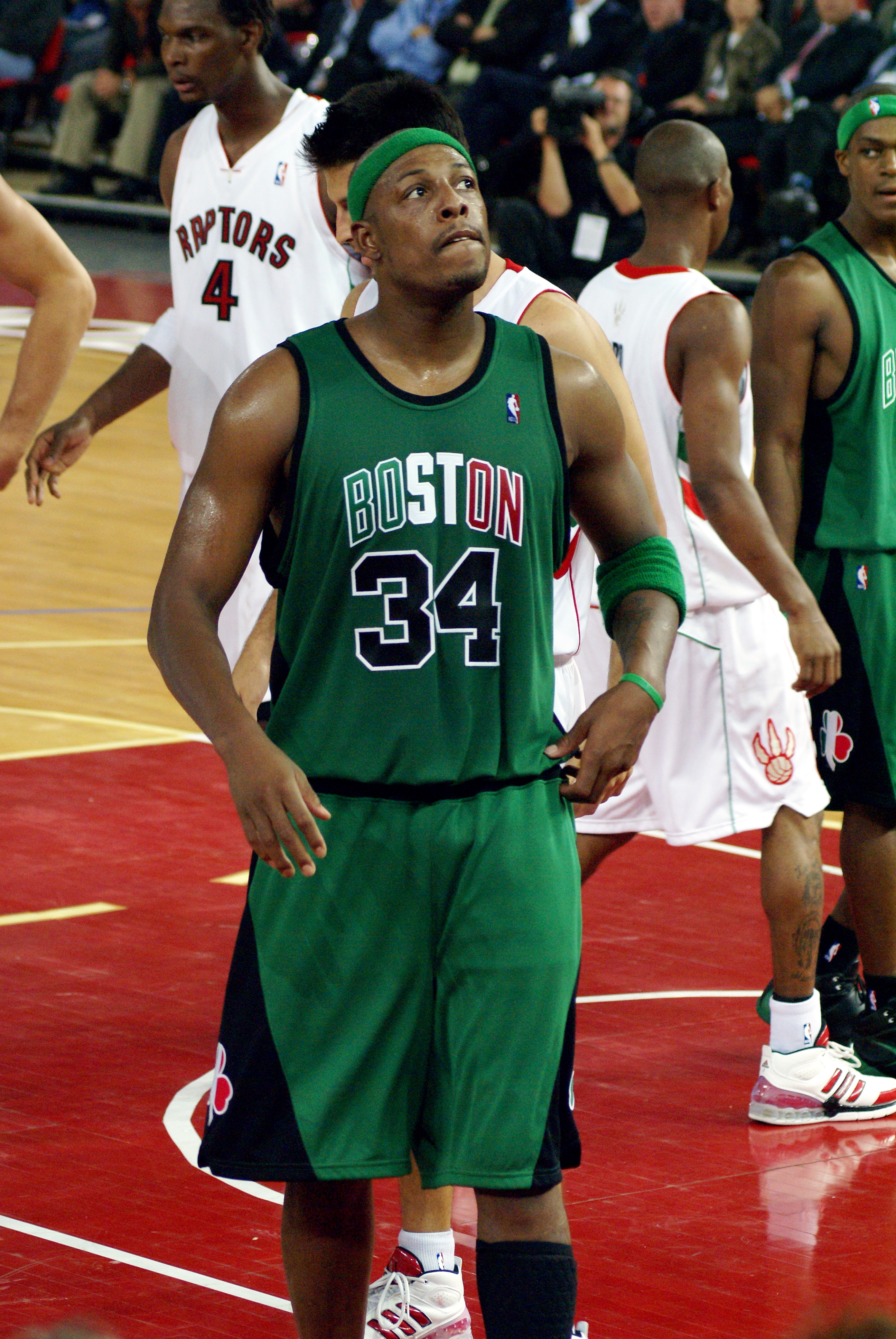
Paul Pierce

Nel 1997 i Celtics scelsero al Draft NBA Chauncey Billups che però deluse e a metà campionato venne girato ai Toronto Raptors. Rick Pitino condusse la squadra a un record di 36-46, fallendo per la terza volta l'accesso ai play-off. Larry Bird entrò nella Basketball Hall of Fame.
I Celtics continuarono la ricostruzione ottenendo dal draft 1998 Paul Pierce. Tuttavia il cambiamento non portò effetti immediati: il record stagionale si fermò a 19-31 e i tifosi iniziarono a contestare il coach.
La "cura-Pitino" continuò a non funzionare neanche l'anno successivo, attirandosi le critiche sempre più insistenti dei tifosi e dei mass media. Il record di quella stagione fu di 35 vittorie e 47 sconfitte. Kevin McHale venne inserito nel Naismith Memorial Basketball Hall of Fame.
L'inizio della stagione 2000-01 vide i Celtics con un record negativo di 12-22 causando le dimissioni di Rick Pitino che lasciò una squadra non certo vincente, ma dal solido nucleo, al nuovo coach Jim O'Brien che portò la squadra a un record finale di 36-46.
O'Brien portò i Celtics nella stagione 2001-02 a un record finalmente positivo di 49-33, garantendo il terzo posto nella Eastern Conference e l'accesso ai playoff. Qui Boston al primo turno superò i Philadelphia 76ers per 3-2 e i Detroit Pistons con un netto 4-1. La finale di Eastern Conference si giocò con i New Jersey Nets. La riscossa del nuovo "Celtic Pride" si fermò qui: 4-2 per i Nets, ma con la nota positiva della crescita dell'accoppiata Paul Pierce e Antoine Walker.
Pierce e Walker spinsero i Celtics al sesto posto e alla qualificazione ai play-off 2003 con un record di 44-38. Nei playoff superarono gli Indiana Pacers per 4-2. Al secondo turno furono eliminati nuovamente dai New Jersey Nets per 4-0. Robert Parish venne inserito nel Naismith Memorial Basketball Hall of Fame.
La stagione 2003-04 si inaugurò con la cessione ai Dallas Mavericks di Antoine Walker. Questa e altre scelte da parte di Danny Ainge, diventato General Manager dei Celtics, produssero attriti con l'allenatore Jim O'Brien, che sfociarono nelle dimissioni di quest'ultimo dopo la cessione di Ricky Davis. Ad allenare la squadra venne chiamato John Carroll. La stagione regolare terminò con un record di 36-46 che permise ai Celtics di arrivare ai play-off. Qui vennero sconfitti dagli Indiana Pacers per 4-0.
Nel 2004 arrivò un nuovo coach, Doc Rivers, e il campionato iniziò con un mediocre 13-16 al passivo. A metà stagione avvenne il ritorno di Antoine Walker dagli Atlanta Hawks, scambiato con Gary Payton. Gli effetti si videro subito: i Celtics vinsero 10 delle 11 partite restanti, arrivando primi nella Atlantic Division dopo 13 anni con un record di 45-37. Nei playoff, la spinta vincente si fermò al cospetto degli Indiana Pacers: 4-3 il risultato finale.
Il 2005-06 fu contrassegnato dalla cessione di Antoine Walker ai Miami Heat e dallo scambio con i Minnesota Timberwolves che portarono a Boston Wally Szczerbiak, Michael Olowokandi, Dwayne Jones e una prima scelta al draft. Questo cambiamento non portò risultati significativi e la stagione si concluse con un record di 33-49.
Nell'ottobre 2006 morì il patriarca e ideatore dei "grandi" Boston Celtics, Red Auerbach, all'età di 89 anni. La stagione regolare, segnata anche dalla prematura scomparsa del playmaker degli anni ottanta Dennis Johnson, risultò altalenante per gli infortuni a Paul Pierce e si concluse con un record di 24-58. Tra le note positive ci fu l'arrivo grazie a uno scambio della ventunesima scelta assoluta dei Phoenix Suns, Rajon Rondo.

### 2007-2013: I Big 3 (+1) e 17º titolo
Nella stagione 2007-2008 i Celtics operano due grandi acquisti: Ray Allen e Kevin Garnett.
Il General Manager Danny Ainge architetta infatti un ennesimo scambio: manda ai Seattle SuperSonics Delonte West, Wally Szczerbiak e Jeff Green in cambio di Ray Allen e Glen Davis.
Con l'ex bostoniano Kevin McHale GM dei Minnesota Timberwolves pianifica il passaggio di Kevin Garnett in maglia biancoverde cedendo Al Jefferson, Ryan Gomes, Sebastian Telfair, Gerald Green e Theo Ratliff.
Ray Allen, Kevin Garnett e Paul Pierce vengono annunciati nella pre-season come i "big three".
La stagione regolare finisce con un record di 66-16 (la migliore della lega) e l'accesso ai play-off dove i Celtics superano Atlanta Hawks (4-3) e i Cleveland Cavaliers (4-3). Il 30 maggio 2008, vincendo per 4-2 la finale della Eastern Conference contro i Detroit Pistons, i Celtics raggiungono le NBA Finals 2008, in cui affrontano ancora una volta i Lakers.
Per i Celtics si tratta del ritorno alle finali NBA dopo ventuno anni di assenza.
Si rinnova quindi il duello storico della NBA, le finali che furono scenari di battaglie tra Bill Russell, Elgin Baylor, Jerry West, Bob Cousy, Larry Bird, Magic Johnson, Robert Parish e Kareem Abdul-Jabbar oggi appartengono a Paul Pierce e Kobe Bryant. La finale NBA Celtics-Lakers mancava ormai dal 1987.
Il 17 giugno 2008, i Celtics vincono il loro diciassettesimo titolo NBA battendo i Lakers in gara 6 con il risultato di 131-92, che rappresenta la vittoria con più largo margine in una gara decisiva per il titolo. Il record precedente era il 129-96 stabilito da Boston sempre contro i Lakers, in gara 5 delle finali del 1965.
Protagonisti assoluti di questo successo sono stati Ray Allen, Kevin Garnett e Paul Pierce, nominato anche MVP delle finali.
Nella stagione successiva i Celtics, seppur penalizzati dall'infortunio del leader Kevin Garnett, chiudono la regular season con 60 vittorie e 22 sconfitte, al secondo posto nella Eastern Conference e terzo nell'intera NBA.
Ai play-off la squadra incontra al primo turno i Chicago Bulls; la serie è molto equilibrata e anche se i Celtics vanno sotto più volte, alla fine riescono a vincere la serie a gara 7. Al secondo turno affrontano gli Orlando Magic, capitanati da Dwight Howard, e anche questa serie si rivela molto equilibrata; i Celtics, dopo avere condotto per 3 a 2, vengono sconfitti in gara 7 al TD Garden. Si segnala comunque Rajon Rondo che nella postseason va vicino a sfiorare la tripla doppia di media.
Durante l'estate del 2009 i Celtics ingaggiano dai Detroit Pistons l'ala/centro Rasheed Wallace.
La stagione regolare però risulta deludente, con la squadra che si piazza al 4º posto della Eastern Conference. Unica nota positiva risulta Rajon Rondo: il giovane play preso al draft 2006 che si era dimostrato una buona promessa nelle due stagioni precedenti (11.9 ppg e 8.2 apg nel 2009) compie il definitivo salto di qualità già intravisto agli ultimi playoff, diventando All-Star e andando a formare il Fantastic Four dei Celtics.
Ai playoff invece i Celtics mostrano il gioco e l'intensità, specialmente difensiva, che avevano dimostrato nell'anno del 17º titolo e dopo avere battuto i Miami Heat al primo turno, in semifinale di Conference trovano i super favoriti Cleveland Cavaliers del due volte MVP LeBron James; i verdi, dopo essere andati due volte sotto nella serie, da gara 4 in poi sconfiggono i Cavs e accedono dopo due anni alla finale della Eastern Conference, contro gli Orlando Magic. Qui i Celtics hanno la meglio in ogni gara della serie, mostrando più voglia di vincere e determinazione; emblematico il gesto di Rondo in gara 3 quando da una palla persa, la ruba da sotto le gambe di Jason Williams e va a segnare in layup sul tabellone; la serie si concluderà con il punteggio di 4 a 2 e segna il ritorno in finale dei Celtics, contro i Lakers, come nel 2008.
La serie evoca i ricordi degli anni della dinastia e della grande rivalità. Boston va sotto anche in questa serie. Sul 2 a 1 in favore dei rivali, i Celtics si aggiudicano gara 4 grazie anche a un'eccellente prestazione della panchina; Boston vince anche gara-5. Per gara 6 si torna a Los Angeles, qui Kendrick Perkins è costretto a uscire dal campo per infortunio e i Celtics vengono sconfitti. Boston si presenta quindi alla decisiva gara-7 con l'assenza del centro titolare e la partita vedrà prevalere, con il punteggio di 83-79, i Los Angeles Lakers che si aggiudicano l'anello.

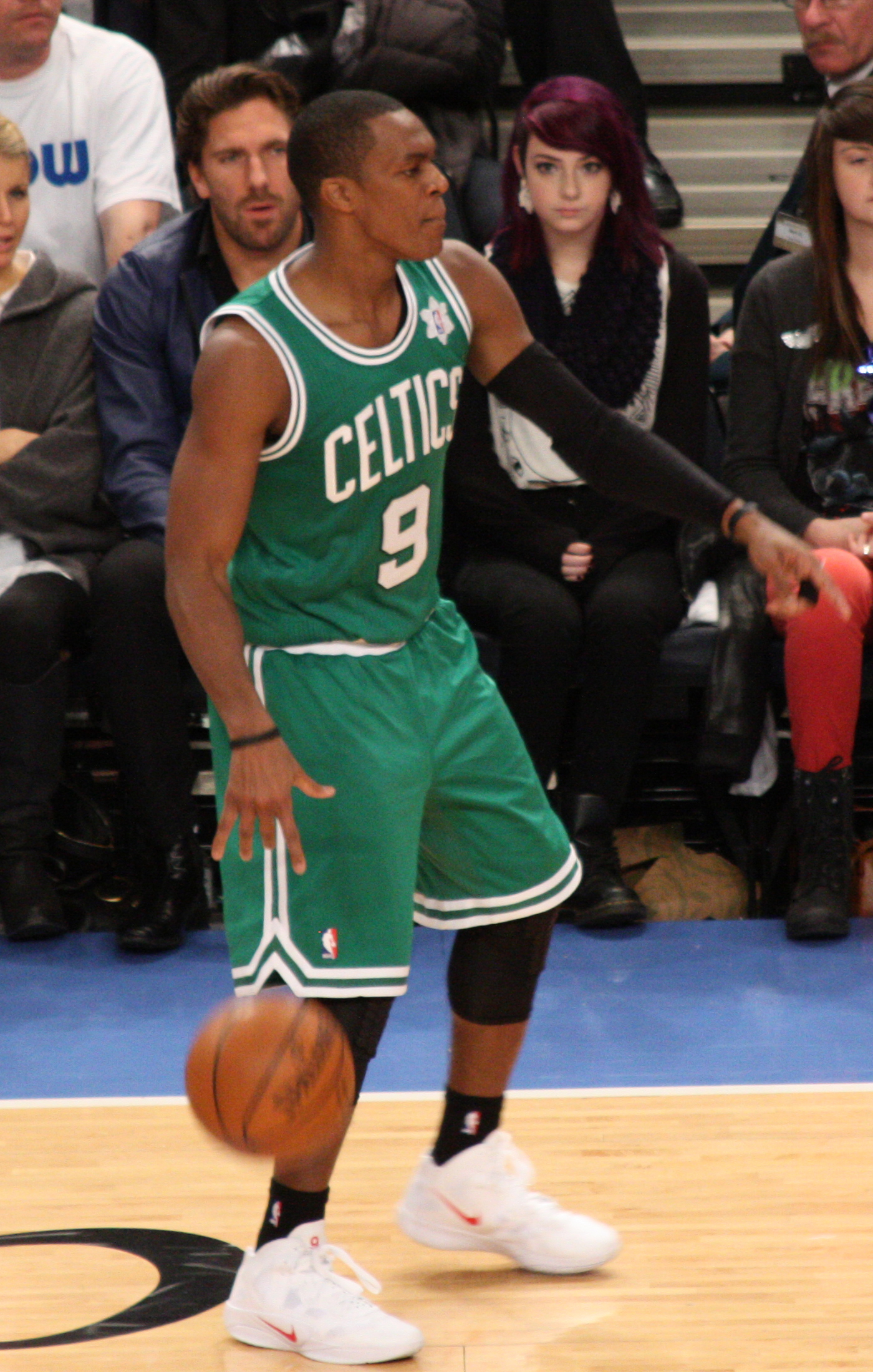
Rajon Rondo

Per la stagione successiva il team di Doc Rivers continua a puntare sul Fantastic Four (rinnovi per Pierce e Allen) e per impreziosire il quintetto si affida a due pivot di esperienza in cerca dell'anello: Shaquille O'Neal e Jermaine O'Neal. Nonostante un ottimo record, pur con diversi infortuni, a metà stagione il centro titolare Perkins viene sorprendentemente mandato agli Oklahoma City Thunder in cambio di Jeff Green e Nenad Krstić. Il resto della regular season vede un rallentamento dei Celtics, che chiudono al terzo posto nella Eastern Conference. Dopo avere superato i Knicks al primo turno dei playoff per 4-0 i "verdi" vengono eliminati per 4-1 dai Miami Heat.
Nella stagione 2011-12, partita solo il 25 dicembre a causa del Lockout NBA, i Celtics non operano grandi colpi di mercato, ma riescono comunque a ottenere Brandon Bass dagli Orlando Magic in cambio di Glen Davis. Durante questa stagione i Celtics sono afflitti da numerosi infortuni, anche gravi: la squadra perde infatti Jeff Green e Chris Wilcox per tutta la stagione per problemi cardiaci, Mickaël Piétrus per commozione cerebrale e Jermaine O'Neal per un infortunio al ginocchio. La partenza è la peggiore negli ultimi anni: i Celtics partono con un bilancio di 15-17 rischiando addirittura di non qualificarsi ai play-off. Tuttavia, dopo l'All-Star Game, la squadra inizia una lunga serie positiva scalando così la Eastern Conference; i motivi di questa risalita possono essere sintetizzati nello spostamento di Garnett da ala grande a centro in seguito all'infortunio di O'Neal e allo spostamento della matricola Avery Bradley al ruolo di guardia titolare spostando Allen al ruolo di sesto uomo. Riescono a entrare nei play-off e incontrano al primo turno gli Hawks. La squadra di Atlanta oppone una notevole resistenza, ma i Celtics li sconfiggono per 4-2. Al secondo turno trovano i Philadelphia 76ers, e inizia una serie di combattutissime partite, che si protraggono fino a gara sette. Alternando una vittoria a una sconfitta alla fine i Celtics hanno la meglio e passano in finale di conference contro i Miami Heat. Rondo si dimostra più volte un elemento fondamentale, dal gioco più dinamico del resto della squadra. Nelle partite contro gli Heat vengono sconfitti a Miami entrambe le volte. I Celtics tuttavia vincono sia le partite al TD Garden sia alla quinta, a Miami. La sesta, di nuovo a Boston, viene conquistata dagli Heat: il risultato rimane così in stallo sul 3-3.
Nella decisiva gara 7 i Boston Celtics vengono sconfitti dai Miami Heat 101-88, che con questa vittoria si laureano per la seconda volta consecutiva campioni della Eastern Conference guadagnandosi il diritto a giocare la serie finale per il titolo con gli Oklahoma City Thunder.
Conclusa la stagione 2011-12 Allen diventa free agent. Nonostante Boston gli avesse offerto un rinnovo biennale, Allen preferisce accettare la proposta triennale dei Miami Heat: si chiude così idealmente l'era dei Big Three. Per sostituirlo i Celtics ingaggiano il veterano Jason Terry (Sesto uomo dell'anno nel 2009). In seguito viene ingaggiato nello stesso ruolo Courtney Lee, spostando così Terry a sesto uomo (ruolo da lui preferito). A completare il reparto guardie, viene ingaggiato anche Leandro Barbosa. Torna tra le file dei Celtics Jeff Green, fermato per tutta la stagione 2011-12 per un problema all'aorta, per il quale era stato necessario intervento chirurgico correttivo. Anche Chris Wilcox era stato fermato lo scorso anno per un'irregolarità cardiaca; risolta in estate, è stato nuovamente aggregato al roster con un contratto annuale. A completare il reparto dei lunghi è arrivato Brandon Bass, anche lui di ritorno dopo una buona prima stagione in maglia biancoverde (arrivato nell'estate del 2011 nello scambio con Glen Davis) e Darko Miličić, eterna promessa mai del tutto sbocciata. Dopo sole undici partite in stagione (6-5 il record per i Celtics), dove non aveva mai messo piede in campo, Miličić viene tagliato, assecondando così il suo desiderio di restare vicino alla madre malata.
La stagione comincia in modo altalenante con la squadra che alterna serie di vittorie a serie di sconfitte e rimane però lontana dalle posizioni di vertice della Eastern Conference. A febbraio poi Rondo è costretto a interrompere anzitempo la sua stagione per la rottura del legamento crociato del ginocchio. Poche settimane dopo sono vittime di infortunio anche l'unico playmaker rimasto, Barbosa e la promettente matricola Jared Sullinger. Nonostante le numerose incertezze derivanti dall'andamento imprevedibile del gioco della squadra, i Celtics riescono, con il modesto bilancio di 41 vittorie e 40 sconfitte, a classificarsi settimi e ad accedere ai playoff. Lì incontrano i New York Knicks, dati decisamente per favoriti; dopo un iniziale e disastroso bilancio di 3-0 a sfavore dei "verdi", i Boston cercano di rialzarsi portando il risultato sul 3-2 e riaccendendo qualche speranza, ma in gara 6 devono arrendersi agli avversari che così passano con il risultato di 4-2.

### 2013-2015: La fine dell'era dei "Big Three" e la ricostruzione
In vista della stagione successiva i Celtics decidono di attuare una rivoluzione totale; il primo passo è il licenziamento dopo 9 anni di Rivers, ottenendo però una prima scelta al draft 2015 dai Los Angeles Clippers per liberarlo. Il 28 giugno 2013, giorno del draft, si accordano con i Brooklyn Nets per la cessione di Garnett, Pierce e Jason Terry in cambio di Gerald Wallace, Kris Humphries (in scadenza di contratto), MarShon Brooks, Kris Joseph, Keith Bogans e alcune prime scelte a draft futuri. La trattativa verrà ufficializzata il 10 luglio. L'obiettivo della dirigenza, come dichiarato dal DG Danny Ainge, è di ricostruire daccapo la rosa, costruendo la squadra intorno a Rondo, considerato il futuro dei Celtics. Il 3 luglio 2013 Brad Stevens (finalista con la Butler University in NCAA nel 2010 e 2011) è stato nominato capo-allenatore. La prima stagione di rivoluzione per i Boston è disastrosa come ci si aspettava con 59 sconfitte e appena 23 vittorie caratterizzata anche dall'infortunio di Rajon Rondo. Al Draft scelgono con il numero 6 il playmaker Marcus Smart. La stagione inizia con tre vittorie e cinque sconfitte. Rajon Rondo torna alla grande, mantenendo una media di 12 assist per partita. Con i sedici assist della partita contro i Cleveland Cavaliers Rondo supera Paul Pierce e diventa il 4 miglior assistman della storia della franchigia.
Vista l'impossibilità di un rinnovo di un contratto per Rondo, in scadenza nell'estate 2015, il 18 dicembre 2014, dopo sette stagioni e mezzo in Massachusetts, il ventottenne playmaker viene ceduto, insieme a Dwight Powell, ai Dallas Mavericks in cambio di Jae Crowder, Jameer Nelson, Brandan Wright, una prima scelta al draft 2015 e una seconda scelta al Draft successivo. Con la partenza di Rondo, capitano della squadra e unico superstite dell'anello 2008, di fatto la franchigia riparte da capo.
A febbraio sbarca ai Celtics il playmaker Isaiah Thomas dai Phoenix Suns in cambio di Wright e Nelson viene ceduto ai Denver Nuggets per Nate Robinson, tagliato due giorni dopo, mentre Boston raggiunge il settimo posto ai playoff; qui la squadra di coach Brad Stevens viene eliminata con un netto 4-0 dai Cleveland Cavaliers di LeBron James, futuri finalisti.

### 2015-2017: La rinascita con Isaiah Thomas

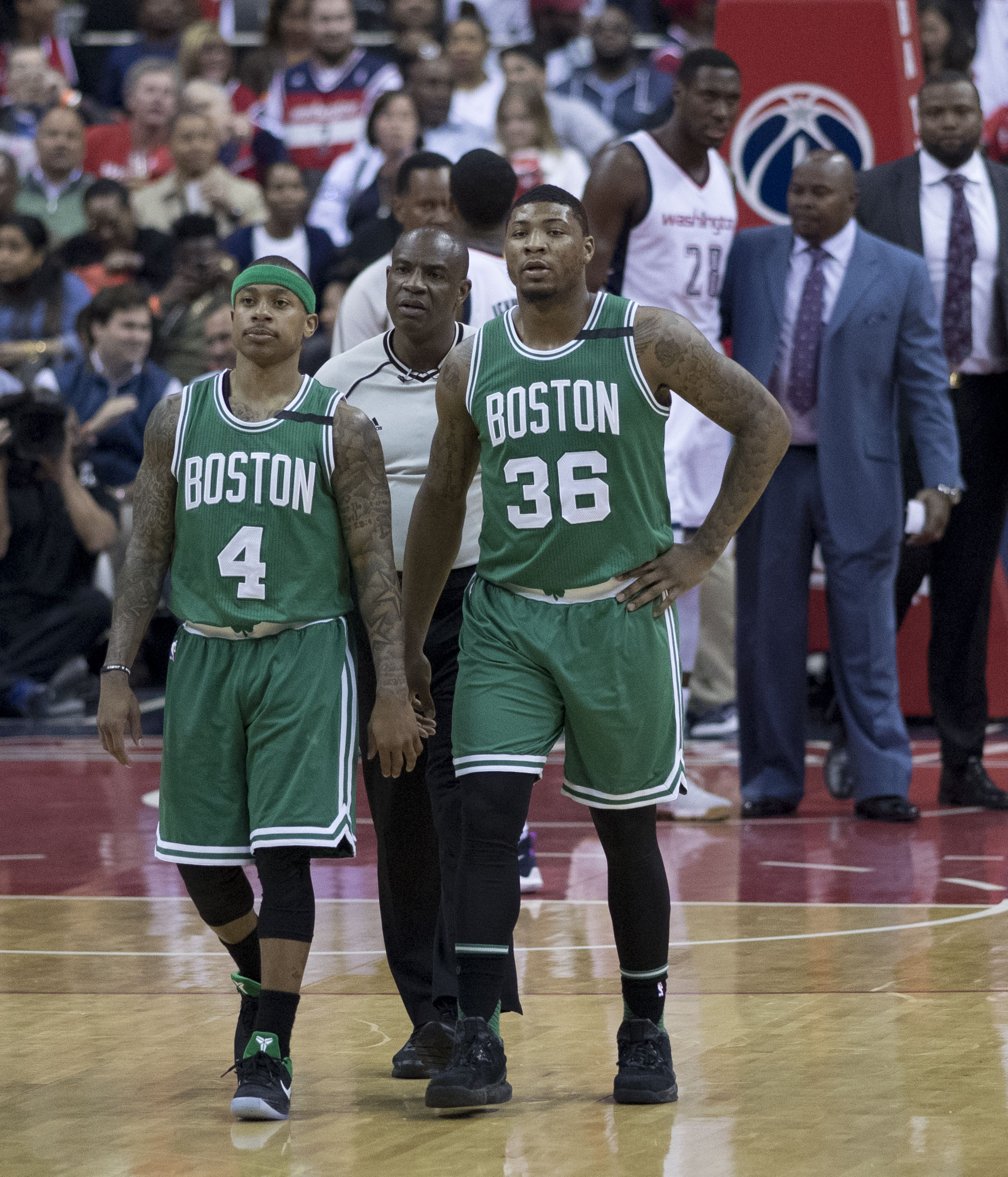
Isaiah Thomas e Marcus Smart.

La stagione successiva si rivela positiva per i biancoverdi, che non scendono mai oltre il quinto posto nella Eastern Conference, con uno scatenato Thomas che partecipa all'All Star Game per la prima volta in carriera; i Celtics raggiungono i playoff con il quinto posto a Est e incontrano gli Atlanta Hawks al primo turno; gli avversari si portano subito in vantaggio per 2-0, ma la franchigia del Massachusetts si ricompone nelle successive due gare casalinghe, infilando due vittorie consecutive con Isaiah Thomas autore di 42 punti in gara 3. Gli Hawks porteranno a casa gara 5 e gara 6, eliminando la squadra di Boston e avanzando al turno successivo.
La stagione 2016-2017 comincia in estate con l'arrivo dell'ala Jaylen Brown come terza scelta al Draft e l'ingaggio dell'All-Star Al Horford.
Il 30 dicembre 2016 Isaiah Thomas segna 52 punti, di cui 29 nel solo ultimo quarto, nella sfida casalinga contro i Miami Heat, la quarta miglior prestazione nella storia dei Boston Celtics a soli due punti dal record di sempre per punti nell’ultimo quarto, 31 segnati da Wilt Chamberlain nel 1962.
La squadra si qualifica ai playoff con il primo posto della Eastern Conference. Al primo turno la squadra supera per 4-2 i Chicago Bulls, malgrado un avvio stentato dovuto anche alla morte della sorella di Isaiah Thomas in seguito alle conseguenze di un incidente stradale avvenuto nello stato di Washington. Successivamente, Thomas e compagni riescono a vincere la serie contro i Washington Wizards di John Wall, vincendo gara 7, in una serie dove è sempre stato rispettato il fattore campo e dove Isaiah Thomas in gara 2 si rende protagonista di una super prestazione da 53 punti. Nelle finali di Conference il sogno di Boston si interrompe: vengono battuti nettamente 4-1 dai Cleveland Cavaliers di Lebron James, con gara 2 che fa registrare la peggiore sconfitta interna della storia dei Celtics.

### 2017-2019: L'addio di Thomas e l’arrivo di Irving e Hayward
Dopo essere stati sorteggiati alla Draft Lottery come detentori della prima scelta assoluta (ottenuta nello scambio di 4 anni prima che aveva riguardato anche Pierce, Garnett e Terry), il GM Danny Ainge decide di fare trade-down e la scambia ai 76ers per la terza più altre scelte future. Scelgono quindi l'ala Jayson Tatum, da Duke. Inoltre, durante il secondo giro selezionano l'ala forte Semi Ojeleye (nº37) e le guardie Kadeem Allen (nº53) e Jabari Bird (nº56).
Il 4 luglio ingaggiano il free agent ex Utah Jazz Gordon Hayward con un contratto di 128 milioni di dollari in 4 anni. Sorge però un problema: avendo sforato il salary cap e dovendo pagare la luxury tax, sono costretti a scambiare il leader difensivo Avery Bradley (che sarebbe andato in scadenza nel 2018 e avrebbe richiesto un adeguamento) per Marcus Morris più una seconda scelta dei Detroit Pistons.
Il 23 agosto in un clamoroso scambio, Boston cede ai Cleveland Cavaliers Isaiah Thomas, Jae Crowder, Ante Žižić, la scelta dei Nets al primo giro del Draft 2018 e la seconda scelta dei Celtics del Draft 2020 in cambio di Kyrie Irving.
Il sogno di vedere in campo Irving e Hayward dura però pochissimo per i tifosi dei Celtics, in quanto l’ex Utah si frattura una tibia nella partita inaugurale della stagione contro i Cleveland Cavaliers. Nonostante diversi infortuni durante la stagione, i Celtics riescono a chiudere al secondo posto a Est dietro i Raptors con il record di 56-26. Si sottolinea ancora una volta il genio di Stevens in panchina che riesce a fare rendere al meglio i giocatori, soprattutto i giovani: da segnalare la crescita impressionante di Brown, Tatum, Rozier e Ojeleye: tanti minuti giocati per loro a causa dei frequenti infortuni in casa biancoverde. Nel frattempo, da segnalare che l’11 febbraio 2018, i Celtics hanno ritirato la maglia n.34 di Paul Pierce, annunciando l’anno successivo di avere intenzione di ritirare anche la n.5 di Kevin Garnett, per rendere omaggio ai due fautori dell’unico titolo per i biancoverdi degli ultimi trent'anni. Inoltre i due compagni di avventura vengono inseriti dalla rivista giornalistica Bleacher Report tra i 50 giocatori NBA più forti della storia.
Prima della post-season Irving, d'accordo con la società, decide di operarsi al ginocchio per rimuovere completamente i fastidi derivanti dall'operazione alla rotula del 2015. Ai playoff i Celtics continuano a stupire nonostante l'assenza delle loro due stelle: riescono a passare faticosamente il primo turno contro i Bucks di Antetokounmpo per 4-3, godendo di ottime prestazioni di Brown, Rozier, Tatum e soprattutto Horford, più l'impatto essenziale dalla panchina di Morris.

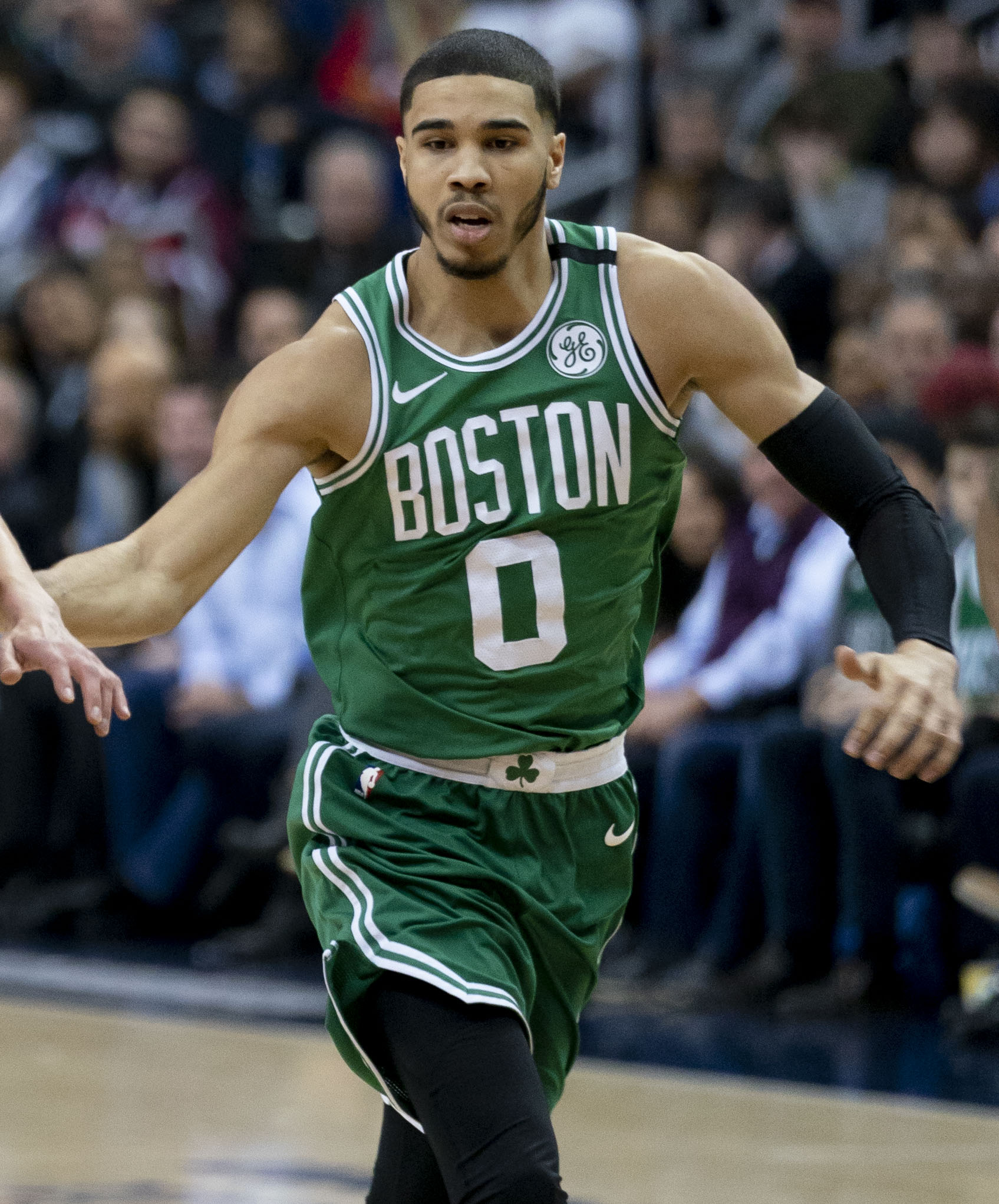
Jayson Tatum

Al secondo turno contro i giovani Philadelphia 76ers del duo Simmons-Embiid, dominano la serie vincendo agilmente 4-1 e andando alle finali di Eastern Conference contro i Cavaliers di LeBron James perdendo però 4-3.
All'inizio della stagione 2018-2019 i Celtics hanno uno dei roster più interessanti e talentuosi di tutta la lega, e iniziano subito con una vittoria nell'Opening Night contro i Philadelphia 76ers. Il 1º novembre 2018 segnano un nuovo record di franchigia con le 24 triple messe a bersaglio nella vittoria in casa contro i Milwaukee Bucks di Giannīs Antetokounmpo, che arrivavano alla gara con un record di sette vittorie e zero sconfitte, riuscendo quindi anche a porre fine all'imbattibilità di Milwaukee. A causa di vari fattori la stagione dei Celtics stenta però a decollare, così Brad Stevens decide di fare partire dalla panchina Jaylen Brown e Gordon Hayward (che non si è ancora ripreso del tutto dal grave infortunio della passata stagione), spostando Marcus Morris, autore di un grande inizio di stagione, e Marcus Smart in quintetto. Dopo un breve periodo con qualche vittoria di fila dove i Celtics sembravano avere ripreso il ritmo, arrivano altre tre sconfitte di fila. Kyrie Irving non è soddisfatto della situazione, rimproverando soprattutto i più giovani per lo scarso impegno, e da quel momento si carica la squadra sulle spalle, portando i Celtics alla vittoria contro i Toronto Raptors, mettendo a segno 18 assist (career high), e piazzando anche la tripla decisiva per il definitivo allungo dei Celtics. Il giorno dopo arriverà un'altra vittoria contro gli Atlanta Hawks e qualche giorno dopo, nella serata dedicata a Martin Luther King, arriverà la terza vittoria di fila contro i Miami Heat, gara dove Kyrie Irving realizza anche 8 palle rubate, suo nuovo career high.
Arrivati ai playoff come quarta testa di serie sconfiggono per 4 a 0 gli Indiana Pacers privi di Victor Oladipo, infortunatosi durante la regular season.
Al secondo turno incontrano i Milwaukee Bucks di Giannīs Antetokounmpo, i quali vengono battuti dalla squadra di Boston per poi vincere le successive 4 partite andando alle finali di conference.

### 2020-presente: L’esplosione di Tatum e Brown e il diciottesimo titolo
Durante la free agency 2019 perdono Kyrie Irving, accasatosi ai Brooklyn Nets, e Al Horford, accasatosi ai Philadelphia 76ers, riuscendo però a ingaggiare Kemba Walker per quattro anni al massimo salariale in una sign and trade con gli Charlotte Hornets che comprende anche Terry Rozier. Nel reparto lunghi acquistano inoltre il centro Enes Kanter, fresco vicecampione della Western Conference nella stagione precedente con la maglia dei Portland Trail Blazers, per un biennale da 10 milioni di dollari complessivi.
Dopo avere perso la prima partita del campionato contro i Philadelphia 76ers di Joel Embiid e Ben Simmons, i Celtics ottengono 10 vittorie consecutive, grazie a uno straordinario Kemba Walker che realizza 28 punti di media nelle prime 15 partite. Tuttavia, la stagione di Walker sarà molto travagliata a causa dei vari infortuni alla testa (rimedierà una lesione cerebrale contro gli Indiana Pacers che comunque gli farà saltare solo tre partite) e un problema al ginocchio che gli farà saltare una quindicina di partite di campionato, riuscendo tuttavia a prendere parte all’All-Star Game assieme al compagno di squadra Jayson Tatum, alla sua prima partecipazione. È proprio Tatum che prenderà in mano la squadra nel corso dell’anno, tanto da venir nominato Giocatore del mese della Eastern Conference per il mese di febbraio, in cui superò quota 30 punti in otto partite su dodici disputate ed eguagliò il record di Larry Bird, John Havlicek e Paul Pierce avendo realizzato 20 punti in dieci partite consecutive. Anche Jaylen Brown, altro giovane scelto al draft dai Celtics nel 2016, è protagonista di una grande crescita nel corso dell’annata, tanto da essere nominato per due volte giocatore della settimana della Eastern Conference, anche se pure lui, così come Walker e Gordon Hayward, sarà molto condizionato dagli infortuni, che lo costringeranno a saltare 20 partite nelle prime 60.
I Celtics arrivano allo Stop Coronavirus con un record più che positivo con 43 vittorie e 21 sconfitte su 64 partite disputate (67,2%), portandosi a sole sei vittorie (con venti partite ancora da disputare) dall’eguagliare il record della passata stagione. Nella bolla di Orlando vincono cinque delle ultime otto partite terminando la RS al terzo posto con un record di 48-24.
Sfidano al primo turno i Philadelphia 76ers eliminandoli agevolmente in quattro gare. Nelle semifinali di conference si trovano di fronte i campioni in carica dei Toronto Raptors. Dopo avere vinto le prime due gare Boston va vicina a chiudere la serie, salvo il canestro di Gara 3 al buzzer beater di OG Anunoby che riapre la serie. Alternandosi le vittorie, si arriva a gara 7, e i Celtics la spuntano negli ultimi due minuti grazie ai canestri di Tatum e Walker nel finale, raggiungendo per la terza volta negli ultimi quattro anni le finali di conference in cui affrontano i Miami Heat di Jimmy Butler e Bam Adebayo. Boston perde le prime due gare, senza storia e nelle quali soffre soprattutto la difesa a zona degli Heat. In gara 3 torna Gordon Hayward dall’infortunio e i Celtics riescono a riaprire la serie. Le speranze durano poco perché gli Heat riusciranno a trionfare agevolmente in 6 gare, sotto i colpi del proprio capitano Butler.
Alla vigilia della stagione 2020-21 i Celtics ingaggiano Tristan Thompson e Jeff Teague, per dare profondità alla panchina, problema principale della precedente stagione. Durante la free agency però perdono Gordon Hayward, il quale decide di non sfruttare la player option a sua disposizione. Nonostante la grave perdita i Celtics sfruttano lo spazio salariale lasciato libero da Hayward per offrire un contratto al massimo salariale a Tatum, quinquennale da 195 milioni, fino al 2026. In questo modo, dopo avere rinnovato l’anno precedente anche Smart e Brown, i Celtics si assicurano le loro tre giovani stelle per almeno altri quattro anni, con una chiara idea di fare partire da loro le basi per una futura vittoria. Al draft selezionano con la scelta n.14 Aaron Nesmith, ala fisica e ottimo tiratore da tre punti, e Payton Pritchard, giovane playmaker dalle buone prospettive.
La squadra inizia bene la stagione e, pur priva di Walker fino a gennaio per un problema al ginocchio, riesce a totalizzare 8 vittorie nelle prime 11 gare. Da qui però comincerà un periodo negativo dovuto a infortuni, Covid, e talvolta problemi interni allo spogliatoio, tanto che Boston si ritroverà a metà marzo con un bilancio di 23 vittorie e 24 sconfitte, e l’ottavo posto a est. Il GM Danny Ainge decide dunque di muovere le acque e all’ultimo giorno disponibile effettua due scambi. Il primo porta in Massachusetts Evan Fournier, ala piccola 28enne ex Orlando Magic, e il secondo vede partire, a sorpresa, il centro Daniel Theis in cambio di Moritz Wagner e Luke Kornet oltre che una scelta al draft dell’anno successivo dai Chicago Bulls. Chiudono comunque la stagione in settima posizione, deludendo le aspettative di inizio anno e qualificandosi ai play-in, novità assoluta della stagione NBA. Nelle ultime partite di regular season, inoltre, Brown si strappa il polso e dovrà terminare anzitempo la stagione, rinunciando ai playoff. Privi di Brown, e con i costanti problemi fisici di Kemba Walker, i Celtics battono i Washington Wizards nella sfida ai play-in, grazie a una prestazione monster di Tatum, autore di 50 punti. Usciranno comunque al primo turno dei playoff sconfitti 4-1 dai Brooklyn Nets dei Big 3, Irving, Harden e Durant. È la peggior stagione in termine di risultati ai playoff per i Celtics dal 2014-2015, dopo che solo l’anno precedente avevano sfiorato l’accesso alle NBA Finals.
Dopo l’eliminazione ai playoff Danny Ainge si dimette da General manager dopo quattordici anni nei quali è riuscito a conquistare un titolo (2008). Al suo posto sale Brad Stevens, stanco del suo ruolo da allenatore e voglioso di avere nuovi stimoli. Da nuovo GM, Stevens assume Ime Udoka come capo allenatore, allenatore giovane e con parecchi anni di esperienza come vice allenatore in NBA. Nella prima operazione di mercato cede il deludente Kemba Walker agli Oklahoma City Thunder in cambio del giovane centro Moses Brown e del veterano Al Horford, di ritorno a Boston dopo due anni. Perdono durante la free agency Evan Fournier, ma lo rimpiazzano acquistando Josh Richardson, ala difensiva, in uno scambio con i Dallas Mavericks ai quali cedono Tristan Thompson. Inoltre rifirmano Enes Kanter, centro turco già in forze ai neroverdi due anni prima. Negli ultimi giorni di mercato, inoltre, arriva il free agent Dennis Schroeder, playmaker tedesco ex Lakers.
La stagione comincia in maniera disastrosa per i Celtics, che si ritrovano all'inizio del 2022 con il record negativo di 19 vittorie a fronte di 22 sconfitte e l’undicesimo posto nella Eastern Conference. Si comincia a vociferare di un possibile esonero del nuovo coach Udoka, oltre che della cessione di una delle due stelle della squadra, Tatum o Brown. Da gennaio, però, Boston vince 31 delle rimanenti 39 partite. Ciò che dà la svolta non è tanto la continuità offensiva, ma la difesa costruita da Udoka con l’innovativa e incredibilmente efficace tattica del “cambio sistematico”, che permetterà ai Celtics di avere il migliore Defensive rating a fine anno. Si classificano inoltre secondi nel Net rating, dietro solo ai Phoenix Suns, dominatori della Regular Season. Tatum è nominato miglior giocatore del mese di marzo, oltre che per ben quattro volte player of the Week; Udoka invece per due volte il Coach of the Month divenendo un’inaspettata rivelazione. Oltre alle stelle indiscusse della squadra, a distinguersi sono soprattutto Marcus Smart, anima portante e miglior difensore della squadra, tanto che verrà premiato a fine anno come Defensive Player of the Year, e anche il centro Robert Williams comincerà a essere considerato come uno dei migliori giocatori nel suo ruolo in ambedue i lati del campo.
Qualificatisi con il secondo record della Eastern conference, dietro solo ai Miami Heat di Jimmy Butler e Bam Adebayo, i Celtics affrontano i temibili Brooklyn Nets di Kevin Durant e dell'ex Kyrie Irving. La serie finisce con un 4-0 per Boston: l'unico nel primo turno dei play-off.
Alle semifinali di conference i Celtics si trovano di fronte ai campioni in carica, i Milwaukee Bucks del 2 volte MVP Giannis Antetokounmpo. Nasce una delle serie più belle di tutti i playoff, nessuna delle due squadre perde mai due gare di fila, un continuo botta e risposta. A differenza di quanto fatto con i Nets e con Durant, stavolta i Celtics non riescono a limitare la stella offensiva della squadra rivale, tanto che Giannis viaggerà abbondantemente sui trenta punti di media in sei partite. I Celtics chiudono la serie in gara 7, al Boston Garden. Dopo avere sconfitto i Milwaukee Bucks per 4-3 incontrano finale di Conference i Miami Heat e, per la prima volta nei playoff 2022, Boston perde il fattore campo. Nonostante ciò, i biancoverdi si aggiudicano la serie, nuovamente in sette gare, anche se nessuna di queste è stata mai realmente combattuta come nella precedente serie. Vanno a vincere a casa degli Heat per 100-96 in gara 7, con il capitano di Miami Jimmy Butler che sbaglia il tiro della vittoria a 30 secondi dalla fine e permette così a Boston di vincere la Eastern Conference (il suo 22º titolo) e di raggiungere le Finals, l’ultima volta ci riuscirono i Big 3 di Pierce, Allen e Garnett. In finale i Celtics sono sconfitti 4-2 dai Golden State Warriors di Stephen Curry.
Nella stagione 2023-24 i Celtics, terminato l'anno come primi nella Eastern Conference con un record di 64-18, ritornano alle Finals, dopo aver vinto le finali di conference per 4-0 contro gli Indiana Pacers grazie a Tatum e a Brown che vincerà il premio di MVP della Eastern Conference. Qui, si imbattono nei Dallas Mavericks, i quali subiscono una sconfitta per 4-1 dai biancoverdi: i C's si laureano campioni per la diciottesima volta, divenendo la squadra con più vittorie ottenute in una stagione Nba (playoff inclusi); Jaylen Brown guadagna il suo secondo premio individuale consecutivo, ovvero l'MVP delle Finals.

## Rivalità

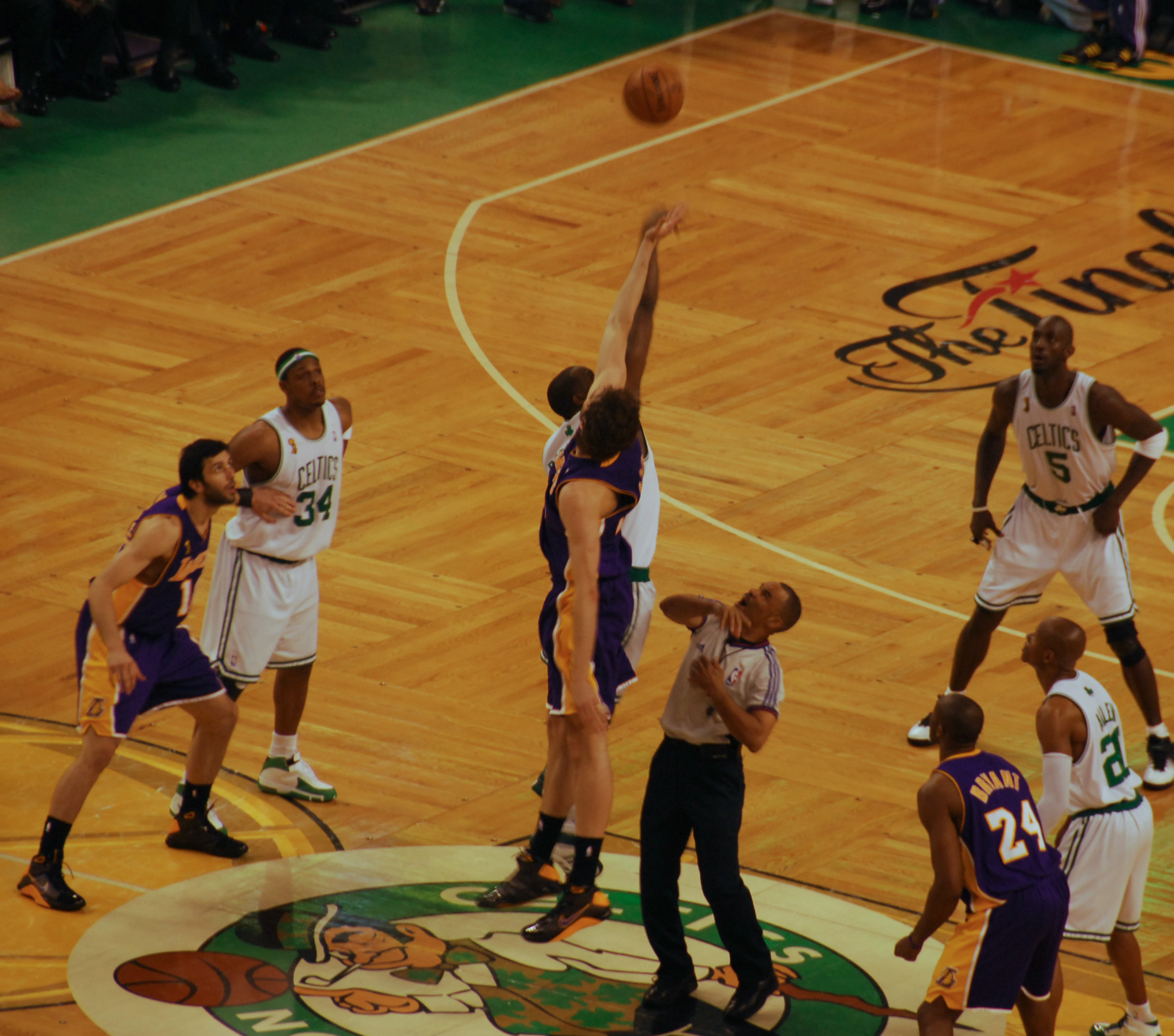
Celtics vs. Lakers alle Nba Finals 2008.

Dura da tempo la rivalità tra i Boston Celtics e i Los Angeles Lakers, al punto da essere considerata la più intensa della lega; le due squadre si sono affrontate 12 volte nelle Finali NBA, l'ultima nel 2010. Celtics e Lakers hanno vinto, in totale, 35 dei 66 campionati NBA disputati. Negli anni sessanta i Celtics hanno affrontato e sconfitto i Lakers sei volte nelle finali NBA, nonostante l'impegno di Jerry West e Elgin Baylor. Questa rivalità è stata rinnovata negli anni ottanta, quando i Lakers e i Celtics hanno vinto otto dei nove titoli assegnati tra il 1980 e il 1988 (cinque per i Lakers e tre per i Celtics), e si sono incontrati nelle Finali tre volte. La rivalità è andata raffreddandosi quando i Celtics sono scivolati nella fascia medio-bassa dell'NBA, cioè dalla metà degli anni novanta, riaccendendosi in occasione delle finali del 2008 (vinta dai Celtics) e del 2010 (vinta dai Lakers in gara 7).
Nella Eastern Conference i Celtics sono da tempo contrapposti ai Philadelphia 76ers, guidati da Wilt Chamberlain negli anni sessanta, e da Julius Erving e Moses Malone negli anni settanta e ottanta. La rivalità tra Celtics e 76ers è stata segnata da intensi litigi tra Larry Bird e Julius Erving. Lo scontro più recente durante i playoff è stato nel 2020, quando i Celtics hanno eliminato i 76ers al primo turno per 4-0.
Un'altra forte rivalità è nata negli anni ottanta tra i Celtics e i Detroit Pistons. Le due franchigie si sono affrontate nei playoff 5 volte tra il 1985 e il 1991. Questa rivalità, come quella con i Lakers, si è affievolita negli anni novanta, quando i Celtics hanno attraversato una fase di declino, anche se è tornata attuale quando le due squadre si sono scontrate nei play-off del 2008 e del 2010.
Altre forti rivalità sono con gli Atlanta Hawks, risalente alla fine degli anni cinquanta, che ricomparve durante l'era di Larry Bird e Dominique Wilkins, e successivamente nei play-off del 2008; con i Milwaukee Bucks durante la metà degli anni ottanta; con gli Indiana Pacers (1991–92 e 2003–05; entrambe coinvolsero Larry Bird come giocatore o come manager); con i New York Knicks (l'unica altra squadra della NBA a non essersi mai spostata in un'altra città e non avere mai cambiato nome). Inoltre, le partite con i San Antonio Spurs sono state combattute da quando è arrivato Tim Duncan nel draft del 1997. Da allora, gli Spurs hanno battuto Boston 18 volte di fila, e la striscia si è conclusa solo il 17 marzo 2007.
Individualmente Paul Pierce ha avuto contrasti con LeBron James e Ron Artest. Durante le partite tra i Celtics e gli Heat Pierce e James spesso combinano esplosività offensiva con un'intensa difesa.

## Palmarès e record

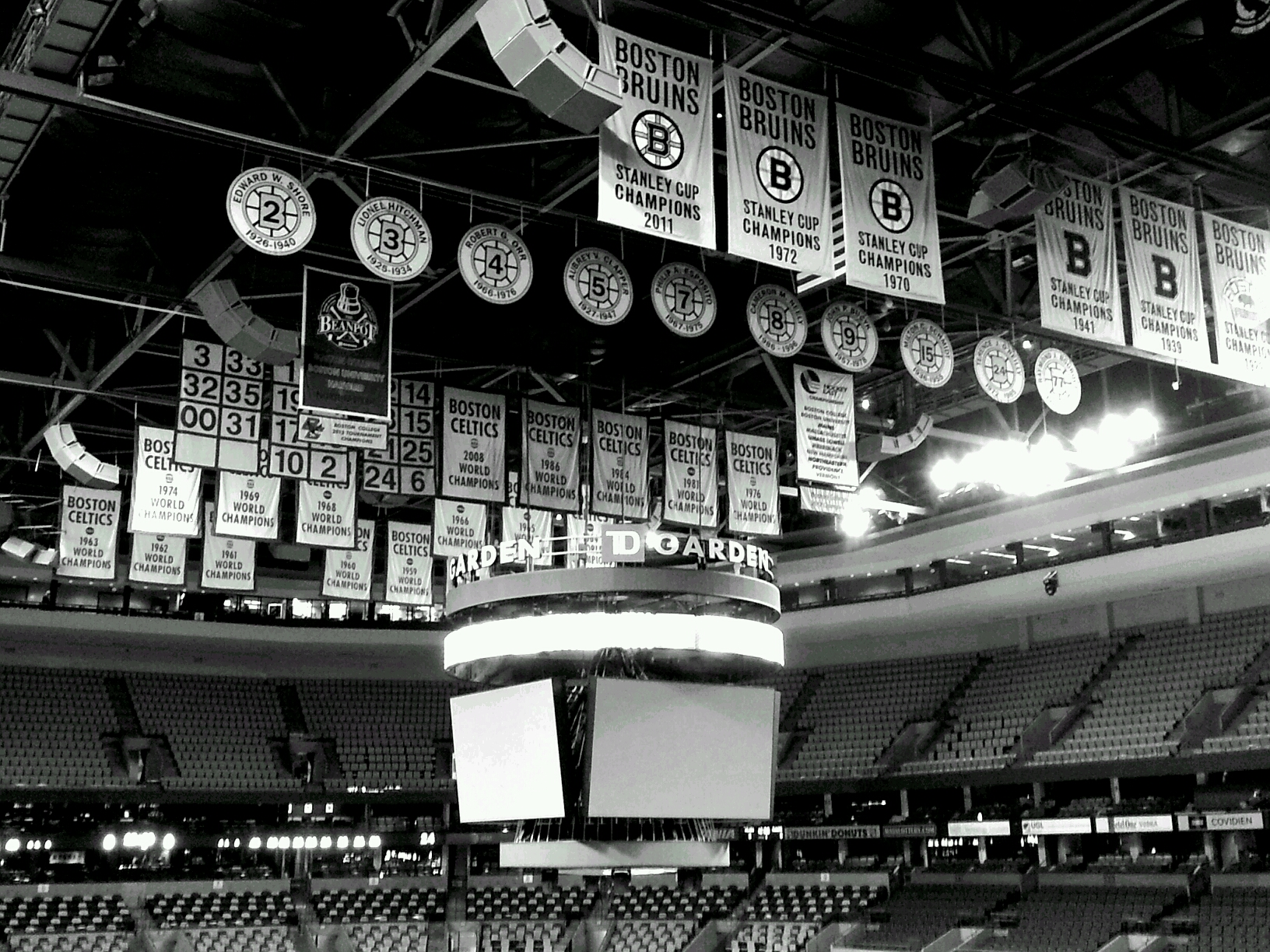
Le bandiere dei titoli

I Boston Celtics vantano nel loro palmarès 18 titoli NBA, 11 titoli di Conference e 34 titoli di Division. Detengono il record per il maggior numero di successi consecutivi, otto, dal 1959 al 1966.
È la squadra che ha annoverato tra le proprie file il maggior numero di Hall of Famers, ben trentatré, molti dei quali hanno ricevuto questo onore proprio per gli anni passati nella franchigia biancoverde.
| Palmarès Boston Celtics       |        | |
|                               | Titoli | Anni |
| Titoli NBA                    | 18     | 1957, 1959, 1960, 1961, 1962, 1963, 1964, 1965, 1966, 1968, 1969, 1974, 1976, 1981, 1984, 1986, 2008, 2024 (record) |
| Titoli di Division (Playoffs) | 12     | 1957, 1958, 1959, 1960, 1961, 1962, 1963, 1964, 1965, 1966, 1968, 1969 (record) |
| Titoli di Conference          | 11     | 1974, 1976, 1981, 1984, 1985, 1986, 1987, 2008, 2010, 2022, 2024 (record) |
| Titoli di Division            | 35     | 1956-1957, 1957-1958, 1958-1959, 1959-1960, 1960-1961, 1961-1962, 1962-1963, 1963-1964, 1964-1965, 1971-1972, 1972-1973, 1973-1974, 1974-1975, 1975-1976, 1979-1980, 1980-1981, 1981-1982, 1983-1984, 1984-1985, 1985-1986, 1986-1987, 1987-1988, 1990-1991, 1991-1992, 2004-2005, 2007-2008, 2008-2009, 2009-2010, 2010-2011, 2011-2012, 2016-2017, 2021-2022, 2022-2023, 2023-2024, 2024-2025 (record) |
| Maurice Podoloff Trophy       | 1      | 2023-2024 (record condiviso con Milwaukee Bucks e Oklahoma City Thunder) |

## Statistiche

### Di squadra
- Stagioni in NBA: 78
- Partite disputate: 6.114
- Partite vinte: 3.634
- Partite perse: 2.480
- Percentuale di vittorie: 59,4

Playoff

- Edizioni playoff: 61
- Partite disputate: 738
- Partite vinte: 423
- Partite perse: 315
- Percentuale di vittorie: 57,3

- Vittorie in regular season: 68 (1972/73)
- Vittorie consecutive: 19 (2008/09)
- Massimo punteggio realizzato: 173 vs Minneapolis 27/02/1959
- Minimo punteggio realizzato: 43 vs Filadelfia 27/01/1947
- Massimo punteggio subito: 160 vs Detroit 09/03/1979
- Minimo punteggio subito: 38 vs Washington 16/01/1947

### Individuali
- 26.395 John Havlicek
- 24.021 Paul Pierce
- 21.791 Larry Bird
- 18.245 Robert Parish
- 17.335 Kevin McHale
- 16.955 Bob Cousy
- 15.411 Sam Jones
- 14.522 Bill Russell
- 13.192 Dave Cowens
- 13.188 Jo Jo White

- 1.270 John Havlicek
- 1.106 Robert Parish
- 1.102 Paul Pierce
- 971 Kevin McHale
- 963 Bill Russell
- 917 Bob Cousy
- 916 Satch Sanders
- 897 Larry Bird
- 872 Don Nelson
- 871 Sam Jones

- 21.620 Bill Russell
- 11.051 Robert Parish
- 10.170 Dave Cowens
- 8.974 Larry Bird
- 8.007 John Havlicek
- 7.122 Kevin McHale
- 6.651  Paul Pierce
- 5.798 Satch Sanders
- 5.749 Tom Heinsohn
- 4.782 Antoine Walker

- 6.945 Bob Cousy
- 6.114 John Havlicek
- 5.695 Larry Bird
- 4.474 Rajon Rondo
- 4.305 Paul Pierce
- 4.100 Bill Russell
- 3.686 Jo Jo White
- 3.486 Dennis Johnson
- 2.908 K.C. Jones
- 2.828 Dave Cowens

- 1.583 Paul Pierce
- 1.556 Larry Bird
- 990 Rajon Rondo
- 914 Marcus Smart
- 873 Robert Parish
- 828 Antoine Walker
- 675 Dee Brown
- 671 Danny Ainge
- 654 Dennis Johnson
- 569 Dave Cowens
- 569 Reggie Lewis

- 1.703 Robert Parish
- 1.690 Kevin McHale
- 755 Larry Bird
- 668 Paul Pierce
- 646 Kendrick Perkins
- 473 Dave Cowens
- 465 Al Horford
- 417 Reggie Lewis
- 394 Kevin Garnett
- 378 Cedric Maxwell

- 1.823 Paul Pierce
- 1.296 Jayson Tatum
- 1.028 Jaylen Brown
- 937 Antoine Walker
- 911 Marcus Smart
- 798 Ray Allen
- 649 Larry Bird
- 598 Al Horford
- 520 Avery Bradley
- 460 Isaiah Thomas

^ Statistiche aggiornate il 02 maggio 2024. In grassetto i giocatori in attività.

## Logo e uniformi

### Logo

Logo alternativo

Il logo dei Boston Celtics raffigura un leprecauno che rotea un pallone da pallacanestro sul suo indice.
Tale logo è in uso fin dai primi anni cinquanta, anche se nel tempo ha subito numerose modifiche.
Fu disegnato da Zang Auerbach, fratello del pluridecorato allenatore Red Auerbach.
I Celtics hanno diversi loghi alternativi, il più popolare dei quali è quello con un trifoglio bianco (lo Shamrock, simbolo molto diffuso ma non ufficiale dell'Irlanda e di Boston) sovrastato dalla scritta Celtics racchiuso in un cerchio verde, usato a partire dalla stagione 1998–99.
Questo logo è molto simile al primo in uso alla fine degli anni quaranta.

### Uniformi
- Casa (Association)

| 2017-2018 | 2018-2020 | 2020-attuale |  |

- Trasferta (Icon)

| 2017-2018 | 2018-2020 | 2020-attuale |  |

- Alternativa (Statement)

| 2017-2018 | 2018-2019 | 2019-attuale |  |

- Alternativa (City)

| 2017-2018 | 2018-2019 | 2018-2019 | 2019-2020 | 2020-2021 | 2021-attuale |  |

- Alternativa (Earned)

| 2021-attuale |

- Alternativa (Classic)

| 2021-attuale |

Le canotte sono bianche in casa e verdi in trasferta sin dalla fondazione della squadra avvenuta nel 1946, e con l'eccezione di piccole modifiche sono rimaste inalterate nel corso degli anni.
Dalla stagione 2005–06 sono state usate delle divise da trasferta alternative con inserti neri anziché bianchi e la scritta "Boston" sulla parte anteriore della maglia.
Nel 2005–06 è iniziata la tradizione che vede le canotte verdi con gli inserti dorati in occasione delle celebrazioni del giorno di San Patrizio.
Per la maggior parte della loro storia i Celtics hanno usato scarpe da ginnastica nere con l'eccezione dei primi anni ottanta quando erano colorate di verde.
Dal 2003 usano calzature bianche durante le partite casalinghe.

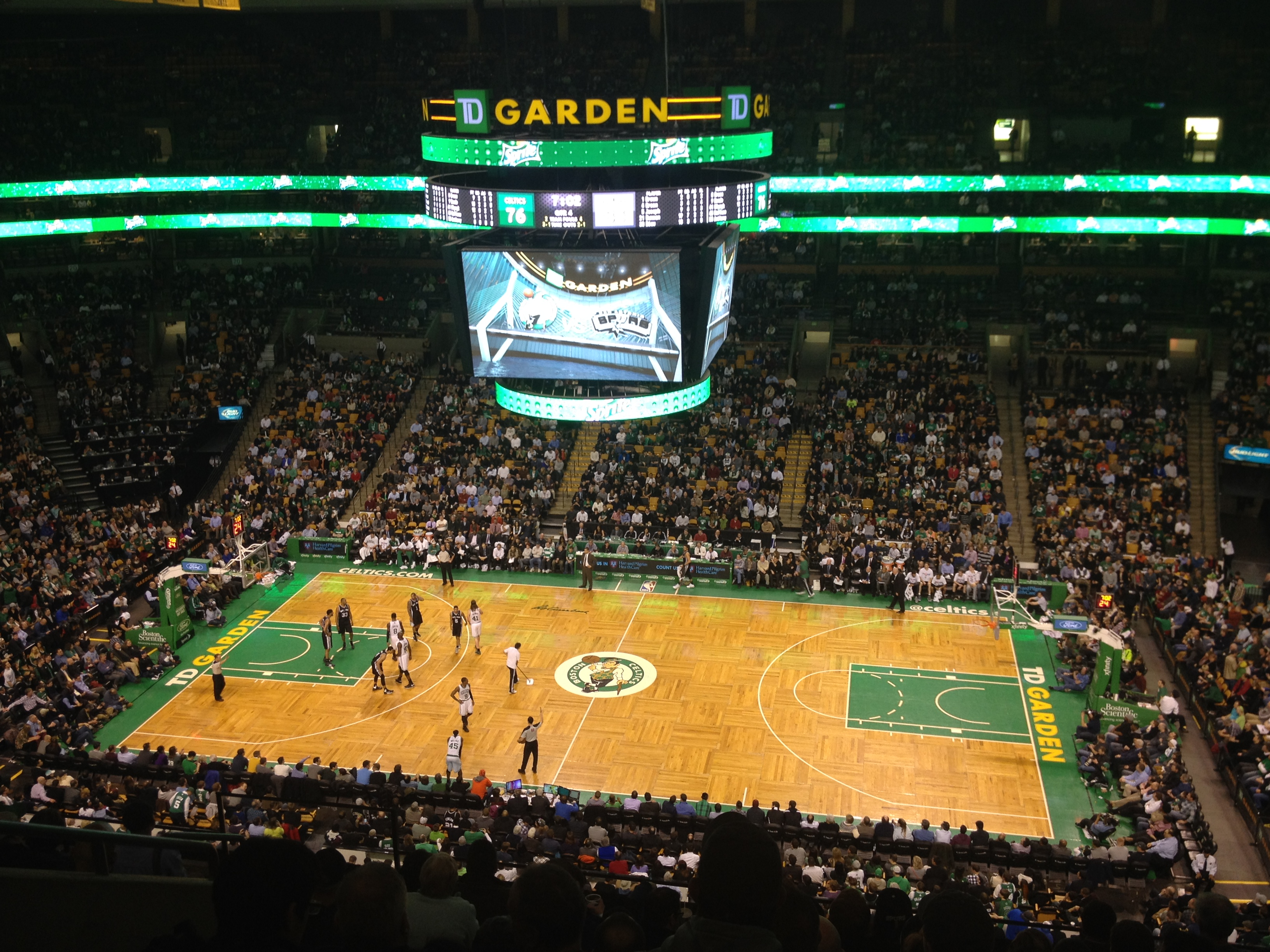
TD Garden

## Arene
- Boston Arena (1946), sede della prima partita dei Celtics. Usata come sede secondaria durante i primi anni. Ora è nota come Northeastern University's Matthews Arena.
- Boston Garden (1946–1995).
- Hartford Civic Center (1975–1995), utilizzato occasionalmente.
- TD Garden (1995–presente), noto fino al 2005 come Fleet Center.

## Squadra attuale
| \| Pos. \| Num. \| Naz. \| Nome \| Altezza \| Peso \| Data nascita \| Provenienza \| \| ---- \| ---- \| ---- \| ----------------------- \| ------- \| ------ \| ------------ \| --------------------- \| \| AP \| 0 \| \| Tatum, Jayson \| 203 cm \| 95 kg \| 03-03-1998 \| Duke \| \| G/AP \| 7 \| \| Brown, Jaylen \| 198 cm \| 100 kg \| 24-10-1996 \| UC Berkeley \| \| G \| 9 \| \| White, Derrick \| 193 cm \| 86 kg \| 02-07-1994 \| Colorado \| \| P \| 11 \| \| Pritchard, Payton \| 185 cm \| 88 kg \| 28-01-1998 \| Oregon \| \| G \| 12 \| \| Craig, Torrey \| 201 cm \| 100 kg \| 19-12-1990 \| Southern California \| \| AP \| 13 \| \| Peterson, Drew (TW) \| 206 cm \| 93 kg \| 09-11-1999 \| Southern California \| \| P \| 20 \| \| Davison, JD (TW) \| 185 cm \| 88 kg \| 03-10-2002 \| Alabama \| \| AG \| 26 \| \| Tillman, Xavier \| 203 cm \| 111 kg \| 12-01-1999 \| Michigan State \| \| AP \| 27 \| \| Walsh, Jordan \| 201 cm \| 93 kg \| 04-03-2004 \| Arkansas \| \| A \| 30 \| \| Hauser, Sam \| 203 cm \| 99 kg \| 08-12-1997 \| Virginia \| \| AG/C \| 42 \| \| Horford, Al \| 206 cm \| 109 kg \| 03-06-1986 \| Florida \| \| AG \| 44 \| \| Norris, Miles \| 201 cm \| 100 kg \| 15-04-2000 \| UC Santa Barbara \| \| G/AP \| 55 \| \| Scheierman, Baylor (TW) \| 201 cm \| 93 kg \| 26-09-2000 \| Creighton \| \| C \| 88 \| \| Queta, Neemias \| 213 cm \| 111 kg \| 13-07-1999 \| Utah State \| \| P \| \| \| Simons, Anfernee \| 191 cm \| 82 kg \| 08-06-1999 \| IMG Academy \| \| AP \| \| \| González Peña, Hugo \| 198 cm \| 93 kg \| 05-02-2006 \| Spagna \| \| C \| \| \| Williams, Amari \| 213 cm \| 119 kg \| 28-01-2002 \| Kentucky \| \| P/G \| \| \| Shulga, Max \| 196 cm \| 95 kg \| 25-06-2002 \| Virginia Commonwealth \| \| C \| \| \| Garza, Luka \| 211 cm \| 122 kg \| 27-12-1998 \| Iowa \| \| AG \| \| \| Boucher, Chris \| 208 cm \| 91 kg \| 11-01-1993 \| Oregon \| | Allenatore - Joe Mazzulla Assistente/i - Sam Cassell - Charles Lee (cestista) - Tony Dobbins - DJ MacLeay - Matt Reynolds - Amile Jefferson Legenda - (C) Capitano - (FA) Free agent - (S) Sospeso - (TW) Contratto Two-way - (GL) Assegnato a squadra G League affiliata - Infortunato Roster • Transazioni · Ultima transazione: 27 giugno 2025 |                                            |                         |         |        |              |                       |
| Pos. | Num. | Naz.                                       | Nome                    | Altezza | Peso   | Data nascita | Provenienza           |
| AP | 0 | Stati Uniti (bandiera)                     | Tatum, Jayson           | 203 cm  | 95 kg  | 03-03-1998   | Duke                  |
| G/AP | 7 | Stati Uniti (bandiera)                     | Brown, Jaylen           | 198 cm  | 100 kg | 24-10-1996   | UC Berkeley           |
| G | 9 | Stati Uniti (bandiera)                     | White, Derrick          | 193 cm  | 86 kg  | 02-07-1994   | Colorado              |
| P | 11 | Stati Uniti (bandiera)                     | Pritchard, Payton       | 185 cm  | 88 kg  | 28-01-1998   | Oregon                |
| G | 12 | Stati Uniti (bandiera)                     | Craig, Torrey           | 201 cm  | 100 kg | 19-12-1990   | Southern California   |
| AP | 13 | Stati Uniti (bandiera)                     | Peterson, Drew (TW)     | 206 cm  | 93 kg  | 09-11-1999   | Southern California   |
| P | 20 | Stati Uniti (bandiera)                     | Davison, JD (TW)        | 185 cm  | 88 kg  | 03-10-2002   | Alabama               |
| AG | 26 | Stati Uniti (bandiera)                     | Tillman, Xavier         | 203 cm  | 111 kg | 12-01-1999   | Michigan State        |
| AP | 27 | Stati Uniti (bandiera)                     | Walsh, Jordan           | 201 cm  | 93 kg  | 04-03-2004   | Arkansas              |
| A | 30 | Stati Uniti (bandiera)                     | Hauser, Sam             | 203 cm  | 99 kg  | 08-12-1997   | Virginia              |
| AG/C | 42 | Rep. Dominicana (bandiera)                 | Horford, Al             | 206 cm  | 109 kg | 03-06-1986   | Florida               |
| AG | 44 | Stati Uniti (bandiera)                     | Norris, Miles           | 201 cm  | 100 kg | 15-04-2000   | UC Santa Barbara      |
| G/AP | 55 | Stati Uniti (bandiera)                     | Scheierman, Baylor (TW) | 201 cm  | 93 kg  | 26-09-2000   | Creighton             |
| C | 88 | Portogallo (bandiera)                      | Queta, Neemias          | 213 cm  | 111 kg | 13-07-1999   | Utah State            |
| P | | Stati Uniti (bandiera)                     | Simons, Anfernee        | 191 cm  | 82 kg  | 08-06-1999   | IMG Academy           |
| AP | | Spagna (bandiera)                          | González Peña, Hugo     | 198 cm  | 93 kg  | 05-02-2006   | Spagna                |
| C | | Regno Unito (bandiera)                     | Williams, Amari         | 213 cm  | 119 kg | 28-01-2002   | Kentucky              |
| P/G | | Ucraina (bandiera)                         | Shulga, Max             | 196 cm  | 95 kg  | 25-06-2002   | Virginia Commonwealth |
| C | | Stati Uniti (bandiera)                     | Garza, Luka             | 211 cm  | 122 kg | 27-12-1998   | Iowa                  |
| AG | | Saint Lucia (bandiera) · Canada (bandiera) | Boucher, Chris          | 208 cm  | 91 kg  | 11-01-1993   | Oregon                |

## Record stagione per stagione
| Campione NBA | Campione di Division (Playoffs)/Conference | Campione di Division |

| Stagione             | V    | P    | %    | Play-off | Risultati                                                                                  |
| -------------------- | ---- | ---- | ---- | --- | ------------------------------------------------------------------------------------------ |
| Boston Celtics (BAA) |      |      |      | |                                                                                            |
| 1946-47              | 22   | 38   | 36,7 | |                                                                                            |
| 1947-48              | 20   | 28   | 41,7 | Perdono il primo Turno                                                                                           | Chicago Stags 2, Boston 1                                                                  |
| 1948-49              | 25   | 35   | 41,7 | |                                                                                            |
| Boston Celtics (NBA) |      |      |      | |                                                                                            |
| 1949-50              | 22   | 46   | 32,4 | |                                                                                            |
| 1950-51              | 39   | 30   | 56,5 | Perdono le semifinali di Division                                                                                | New York 2, Boston 0                                                                       |
| 1951-52              | 39   | 27   | 59,1 | Perdono le semifinali di Division                                                                                | New York 2, Boston 1                                                                       |
| 1952-53              | 46   | 25   | 64,8 | Vincono le semifinali di Division Perdono le finali di Division                                                  | Boston 2, Syracuse 0 New York 3, Boston 1                                                  |
| 1953-54              | 42   | 30   | 58,3 | Perdono le finali di Division                                                                                    | Syracuse 2, Boston 0                                                                       |
| 1954-55              | 36   | 36   | 50,0 | Vincono le semifinali di Division Perdono le finali di Division                                                  | Boston 2, New York 1 Syracuse 3, Boston 1                                                  |
| 1955-56              | 39   | 33   | 54,2 | Perdono le semifinali di Division                                                                                | Syracuse 2, Boston 1                                                                       |
| 1956-57              | 44   | 28   | 61,1 | Vincono le finali di Division Vincono le finali NBA                                                              | Boston 3, Syracuse 0 Boston 4, St. Louis 3                                                 |
| 1957-58              | 49   | 23   | 68,1 | Vincono le finali di Division Perdono le finali NBA                                                              | Boston 4, Philadelphia 1 St. Louis 4, Boston 2                                             |
| 1958-59              | 52   | 20   | 72,2 | Vincono le finali di Division Vincono le finali NBA                                                              | Boston 4, Syracuse 3 Boston 4, Minneapolis 0                                               |
| 1959-60              | 59   | 16   | 78,7 | Vincono le finali di Division Vincono le finali NBA                                                              | Boston 4, Philadelphia 2 Boston 4, St. Louis 3                                             |
| 1960-61              | 57   | 22   | 72,2 | Vincono le finali di Division Vincono le finali NBA                                                              | Boston 4, Syracuse 1 Boston 4, St. Louis 1                                                 |
| 1961-62              | 60   | 20   | 75,0 | Vincono le finali di Division Vincono le finali NBA                                                              | Boston 4, Philadelphia 3 Boston 4, Los Angeles 3                                           |
| 1962-63              | 58   | 22   | 72,5 | Vincono le finali di Division Vincono le finali NBA                                                              | Boston 4, Cincinnati 3 Boston 4, Los Angeles 2                                             |
| 1963-64              | 59   | 21   | 73,8 | Vincono le finali di Division Vincono le finali NBA                                                              | Boston 4, Cincinnati 1 Boston 4, San Francisco 1                                           |
| 1964-65              | 62   | 18   | 75,5 | Vincono le finali di Division Vincono le finali NBA                                                              | Boston 4, Philadelphia 3 Boston 4, Los Angeles 1                                           |
| 1965-66              | 54   | 26   | 67,5 | Vincono le semifinali di Division Vincono le finali di Division Vincono le finali NBA                            | Boston 3, Cincinnati 2 Boston 4, Philadelphia 1 Boston 4, Los Angeles 3                    |
| 1966-67              | 60   | 21   | 74,1 | Vincono le semifinali di Division Perdono le finali di Division                                                  | Boston 3, New York 1 Philadelphia 4, Boston 1                                              |
| 1967-68              | 54   | 28   | 65,9 | Vincono le semifinali di Division Vincono le finali di Division Vincono le finali NBA                            | Boston 4, Detroit 2 Boston 4, Philadelphia 3 Boston 4, Los Angeles 2                       |
| 1968-69              | 48   | 34   | 58,5 | Vincono le semifinali di Division Vincono le finali di Division Vincono le finali NBA                            | Boston 4, Philadelphia 1 Boston 4, New York 2 Boston 4, Los Angeles 3                      |
| 1969-70              | 34   | 48   | 41,5 | |                                                                                            |
| 1970-71              | 44   | 38   | 53,7 | |                                                                                            |
| 1971-72              | 56   | 26   | 68,3 | Vincono le semifinali di Conference Perdono le finali di Conference                                              | Boston 4, Atlanta 2 New York 4, Boston 1                                                   |
| 1972-73              | 68   | 14   | 82,9 | Vincono le semifinali di Conference Perdono le finali di Conference                                              | Boston 4, Atlanta 2 New York 4, Boston 3                                                   |
| 1973-74              | 56   | 26   | 68,3 | Vincono le semifinali di Conference Vincono le finali di Conference Vincono le finali NBA                        | Boston 4, Buffalo 2 Boston 4, New York 1 Boston 4, Milwaukee 3                             |
| 1974-75              | 60   | 22   | 73,2 | Vincono le semifinali di Conference Perdono le finali di Conference                                              | Boston 4, Houston 1 Washington 4, Boston 2                                                 |
| 1975-76              | 54   | 28   | 65,9 | Vincono le semifinali di Conference Vincono le finali di Conference Vincono le finali NBA                        | Boston 4, Buffalo 2 Boston 4, Cleveland 2 Boston 4, Phoenix 2                              |
| 1976-77              | 44   | 38   | 53,7 | Vincono il primo Turno Perdono le semifinali di Conference                                                       | Boston 2, San Antonio 0 Philadelphia 4, Boston 3                                           |
| 1977-78              | 32   | 50   | 39,0 | |                                                                                            |
| 1978-79              | 29   | 53   | 35,4 | |                                                                                            |
| 1979-80              | 61   | 21   | 74,4 | Vincono le semifinali di Conference Perdono le finali di Conference                                              | Boston 4, Houston 0 Philadelphia 4, Boston 1                                               |
| 1980-81              | 62   | 20   | 75,6 | Vincono le semifinali di Conference Vincono le finali di Conference Vincono le finali NBA                        | Boston 4, Chicago 0 Boston 4, Philadelphia 3 Boston 4, Houston 2                           |
| 1981-82              | 63   | 19   | 76,8 | Vincono le semifinali di Conference Perdono le finali di Conference                                              | Boston 4, Washington 1 Philadelphia 4, Boston 3                                            |
| 1982-83              | 56   | 26   | 68,3 | Perdono le semifinali di Conference                                                                              | Milwaukee 4, Boston 0                                                                      |
| 1983-84              | 62   | 20   | 75,6 | Vincono il primo Turno Vincono le semifinali di Conference Vincono le finali di Conference Vincono le finali NBA | Boston 3, Washington 1 Boston 4, New York 3 Boston 4, Milwaukee 1 Boston 4, Los Angeles 3  |
| 1984-85              | 63   | 19   | 76,8 | Vincono il primo Turno Vincono le semifinali di Conference Vincono le finali di Conference Perdono le finali NBA | Boston 3, Cleveland 1 Boston 4, Detroit 2 Boston 4, Philadelphia 1 Los Angeles 4, Boston 2 |
| 1985-86              | 67   | 15   | 81,7 | Vincono il primo Turno Vincono le semifinali di Conference Vincono le finali di Conference Vincono le finali NBA | Boston 3, Chicago 0 Boston 4, Atlanta 1 Boston 4, Milwaukee 0 Boston 4, Houston 2          |
| 1986-87              | 59   | 23   | 72,0 | Vincono il primo Turno Vincono le semifinali di Conference Vincono le finali di Conference Perdono le finali NBA | Boston 3, Chicago 0 Boston 4, Milwaukee 3 Boston 4, Detroit 3 Los Angeles 4, Boston 2      |
| 1987-88              | 57   | 25   | 69,5 | Vincono il primo Turno Vincono le semifinali di Conference Perdono le finali di Conference                       | Boston 3, New York 1 Boston 4, Atlanta 3 Detroit 4, Boston 2                               |
| 1988-89              | 42   | 40   | 51,2 | Perdono il primo Turno                                                                                           | Detroit 3, Boston 0                                                                        |
| 1989-90              | 52   | 30   | 63,4 | Perdono il primo Turno                                                                                           | New York 3, Boston 2                                                                       |
| 1990-91              | 56   | 26   | 68,3 | Vincono il primo Turno Perdono le semifinali di Conference                                                       | Boston 3, Indiana 2 Detroit 4, Boston 2                                                    |
| 1991-92              | 51   | 31   | 62,2 | Vincono il primo Turno Perdono le semifinali di Conference                                                       | Boston 3, Indiana 0 Cleveland 4, Boston 3                                                  |
| 1991-92              | 48   | 34   | 58,5 | Perdono il primo Turno                                                                                           | Charlotte 3, Boston 1                                                                      |
| 1993-94              | 32   | 50   | 39,0 | |                                                                                            |
| 1994-95              | 35   | 47   | 42,7 | Perdono il primo Turno                                                                                           | Orlando 3, Boston 1                                                                        |
| 1995-96              | 33   | 49   | 40,2 | |                                                                                            |
| 1996-97              | 15   | 67   | 18,3 | |                                                                                            |
| 1997-98              | 36   | 46   | 43,9 | |                                                                                            |
| 1998-99              | 19   | 31   | 38,0 | |                                                                                            |
| 1999-00              | 35   | 47   | 42,7 | |                                                                                            |
| 2000-01              | 36   | 46   | 43,9 | |                                                                                            |
| 2001-02              | 49   | 33   | 59,8 | Vincono il primo Turno Vincono le semifinali di Conference Perdono le finali di Conference                       | Boston 3, Philadelphia 2 Boston 4, Detroit 1 New Jersey 4, Boston 2                        |
| 2002-03              | 44   | 38   | 53,7 | Vincono il primo Turno Perdono le semifinali di Conference                                                       | Boston 4, Indiana 2 New Jersey 4, Boston 0                                                 |
| 2003-04              | 36   | 46   | 43,9 | Perdono il primo turno                                                                                           | Indiana 4, Boston 0                                                                        |
| 2004-05              | 45   | 37   | 54,9 | Perdono il primo turno                                                                                           | Indiana 4, Boston 3                                                                        |
| 2005-06              | 33   | 49   | 40,2 | |                                                                                            |
| 2006-07              | 24   | 58   | 29,3 | |                                                                                            |
| 2007-08              | 66   | 16   | 80,5 | Vincono il primo turno Vincono le semifinali di Conference Vincono le finali di Conference Vincono le finali NBA | Boston 4, Atlanta 3 Boston 4, Cleveland 3 Boston 4, Detroit 2 Boston 4, LA Lakers 2        |
| 2008-09              | 62   | 20   | 75,6 | Vincono il primo turno Perdono le semifinali di Conference                                                       | Boston 4, Chicago 3 Orlando 4, Boston 3                                                    |
| 2009-10              | 50   | 32   | 61,0 | Vincono il primo turno Vincono le semifinali di Conference Vincono le finali di Conference Perdono le finali NBA | Boston 4, Miami 1 Boston 4, Cleveland 2 Boston 4, Orlando 2 LA Lakers 4, Boston 3          |
| 2010-11              | 56   | 26   | 68,3 | Vincono il primo Turno Perdono le semifinali di Conference                                                       | Boston 4, New York 0 Miami 4, Boston 1                                                     |
| 2011-12              | 39   | 27   | 59,1 | Vincono il primo Turno Vincono le semifinali di Conference Perdono le finali di Conference                       | Boston 4, Atlanta 2 Boston 4, Philadelphia 3 Miami 4, Boston 3                             |
| 2012-13              | 41   | 40   | 50,6 | Perdono il primo turno                                                                                           | New York 4, Boston 2                                                                       |
| 2013-14              | 25   | 57   | 30,5 | |                                                                                            |
| 2014-15              | 40   | 42   | 48,8 | Perdono il primo turno                                                                                           | Cleveland 4, Boston 0                                                                      |
| 2015-16              | 48   | 34   | 58,5 | Perdono il primo Turno                                                                                           | Atlanta 4, Boston 2                                                                        |
| 2016-17              | 53   | 29   | 64,6 | Vincono il primo Turno Vincono le semifinali di Conference Perdono le finali di Conference                       | Boston 4, Chicago 2 Boston 4, Washington 3 Cleveland 4, Boston 1                           |
| 2017-18              | 55   | 27   | 67,1 | Vincono il primo Turno Vincono le semifinali di Conference Perdono le finali di Conference                       | Boston 4, Milwaukee 3 Boston 4, Philadelphia 1 Cleveland 4, Boston 3                       |
| 2018-19              | 49   | 33   | 59,8 | Vincono il primo Turno Perdono le semifinali di Conference                                                       | Boston 4, Indiana 0 Milwaukee 4, Boston 1                                                  |
| 2019-20              | 48   | 24   | 66,7 | Vincono il primo Turno Vincono le semifinali di Conference Perdono le finali di Conference                       | Boston 4, Philadelphia 0 Boston 4, Toronto 3 Miami 4, Boston 2                             |
| 2020-21              | 36   | 36   | 50.0 | Vincono il Play-in Game 7-8 Perdono il primo turno                                                               | Boston 1, Washington 0 Brooklyn 4, Boston 1                                                |
| 2021-22              | 51   | 31   | 62,2 | Vincono il primo Turno Vincono le Semifinali di Conference Vincono le finali di Conference Perdono le Finali NBA | Boston 4, Brooklyn 0 Boston 4, Milwaukee 3 Boston 4, Miami 3 Golden State 4, Boston 2      |
| 2022-23              | 57   | 25   | 69,5 | Vincono il primo Turno Vincono le semifinali di Conference Perdono le finali di Conference                       | Boston 4, Atlanta 2 Boston 4, Philadelphia 3 Miami 4, Boston 3                             |
| 2023-24              | 64   | 18   | 78,0 | Vincono il primo Turno Vincono le semifinali di Conference Vincono le finali di Conference Vincono le finali NBA | Boston 4, Miami 1 Boston 4, Cleveland 1 Boston 4, Indiana 0 Boston 4, Dallas 1             |
| 2024-25              | 61   | 21   | 74,4 | Vincono il primo Turno Perdono le semifinali di Conference                                                       | Boston 4, Orlando 1 New York 4, Boston 2                                                   |
| Totale BAA-NBA       | 3695 | 2501 | 59,6 | |                                                                                            |
| Playoffs BAA-NBA     | 429  | 320  | 57,3 | 18 Titoli NBA | 18 Titoli NBA                                                                              |
| Totale               | 4124 | 2821 | 59,4 | |                                                                                            |

## Numeri ritirati
I Boston Celtics hanno ritirato, nel corso della loro gloriosa storia, ben 23 numeri, il massimo per lo sport professionistico del Nordamerica.
| Robert Parish Centro Ritirato nel 1998            | Walter Brown Fondatore, Proprietario Ritirato nel 1964       | Red Auerbach Allenatore, Presidente Ritirato nel 1985 | Dennis Johnson Guardia Ritirato nel 1991 | Kevin Garnett Ala Ritirato nel 2022              | Bill Russell Centro, Allenatore Ritirato nel 1972 | Jo Jo White Guardia Ritirato nel 1982 |
| Bob Cousy Guardia, Telecronista Ritirato nel 1963 | Tom Heinsohn Ala, Allenatore, Telecronista Ritirato nel 1966 | Satch Sanders Ala Ritirato nel 1973                   | John Havlicek Ala Ritirato nel 1978      | Dave Cowens Centro, Allenatore Ritirato nel 1981 | Jim Loscutoff* Ala                                |                                       |
| Don Nelson Ala Ritirato nel 1978                  | Bill Sharman Guardia Ritirato nel 1966                       | Ed Macauley Centro Ritirato nel 1963                  | Frank Ramsey Ala Ritirato nel 1964       | Sam Jones Guardia Ritirato nel 1969              | K.C. Jones Guardia, Allenatore Ritirato nel 1967  |                                       |
| Cedric Maxwell Ala Ritirato nel 2003              | Kevin McHale Ala Ritirato nel 1994                           | Larry Bird Ala Ritirato nel 1993                      | Paul Pierce Ala Ritirato nel 2018        | Reggie Lewis Ala Ritirato nel 1995               | Johnny Most Telecronista                          |                                       |

* Loscutoff, che indossava il 18, chiese che la sua leggenda fosse onorata permettendo ad altri Celtics di indossare il suo numero, che successivamente fu ritirato in onore di Dawe Cowens. Tra i banner celebrativi appesi al soffitto del TD Banknorth Garden, quello che lo onora ha impresso il suo soprannome: "LOSCY".

## Allenatori
| Legenda | Legenda                                                                                               |
| ------- | --- |
| PA      | Partite allenate                                                                                      |
| V       | Vittorie                                                                                              |
| S       | Sconfitte                                                                                             |
| V%      | Percentuale di vittorie                                                                               |
|         | Ha trascorso l'intera sua carriera da allenatore con i Celtics                                        |
|         | Eletto nella Basketball Hall of Fame                                                                  |
|         | Eletto nella Basketball Hall of Fame e ha trascorso l'intera sua carriera da allenatore con i Celtics |

Note: Statistiche aggiornate a fine stagione 2023-2024.
| Boston Celtics |               |           |      |     |     |      |     |    |    |      | |        |
| 1              | John Russell  | 1946–1948 | 108  | 42  | 66  | .389 | 3   | 1  | 2  | .333 | | [ 43 ] |
| 2              | Alvin Julian  | 1948–1950 | 128  | 47  | 81  | .367 | —   | —  | —  | —    | | [ 44 ] |
| 3              | Red Auerbach  | 1950–1966 | 1192 | 795 | 397 | .669 | 148 | 90 | 58 | .608 | 9 titoli NBA (1957, 1959, 1960, 1961, 1962, 1963, 1964, 1965, 1966) 1964–65 Allenatore dell'anno NBA nella top 10 allenatori della storia NBA | [ 46 ] |
| 4              | Bill Russell  | 1966–1969 | 245  | 162 | 83  | .661 | 18  | 12 | 6  | .667 | 2 titoli NBA (1968, 1969) | [ 48 ] |
| 5              | Tom Heinsohn  | 1969–1978 | 690  | 427 | 263 | .619 | 80  | 47 | 33 | .588 | 1972–73 Allenatore dell'anno NBA 2 titoli NBA (1974, 1976)                                                                                    | [ 49 ] |
| 6              | Satch Sanders | 1978      | 62   | 23  | 39  | .371 | —   | —  | —  | —    | | [ 50 ] |
| 7              | Dave Cowens   | 1978–1979 | 68   | 27  | 41  | .397 | —   | —  | —  | —    | | [ 51 ] |
| 8              | Bill Fitch    | 1979–1983 | 328  | 242 | 86  | .738 | 45  | 26 | 19 | .578 | 1 titolo NBA (1981) 1979–80 Allenatore dell'anno NBA nella top 10 allenatori della storia NBA                                                 | [ 52 ] |
| 9              | K.C. Jones    | 1983–1988 | 410  | 308 | 102 | .751 | 102 | 56 | 37 | .602 | 2 titoli NBA (1984, 1986) | [ 53 ] |
| 10             | Jimmy Rodgers | 1988–1990 | 164  | 94  | 70  | .573 | 8   | 2  | 6  | .250 | | [ 54 ] |
| 11             | Chris Ford    | 1990–1995 | 410  | 222 | 188 | .541 | 29  | 13 | 16 | .448 | | [ 55 ] |
| 12             | M.L. Carr     | 1995–1997 | 164  | 48  | 116 | .293 | —   | —  | —  | —    | | [ 56 ] |
| 13             | Rick Pitino   | 1997–2001 | 248  | 102 | 146 | .411 | —   | —  | —  | —    | | [ 57 ] |
| 14             | Jim O'Brien   | 2001–2004 | 258  | 139 | 119 | .539 | 26  | 13 | 13 | .500 | | [ 58 ] |
| 15             | John Carroll  | 2004      | 36   | 14  | 22  | .389 | 4   | 0  | 4  | .000 | | [ 59 ] |
| 16             | Doc Rivers    | 2004–2013 | 721  | 416 | 305 | .577 | 104 | 58 | 46 | .558 | 1 titolo NBA (2008) | [ 60 ] |
| 17             | Brad Stevens  | 2013–2021 | 636  | 354 | 282 | .557 | 78  | 38 | 34 | .487 | | [ 61 ] |
| 18             | Ime Udoka     | 2021–2022 | 82   | 51  | 31  | .622 | 24  | 14 | 10 | .583 | | [ 62 ] |
| 19             | Joe Mazzulla  | 2022–     | 164  | 121 | 43  | .738 | 39  | 27 | 12 | .692 | 1 titolo NBA (2024) |        |

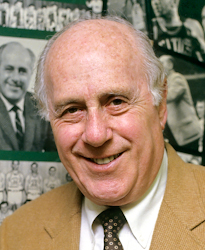
Red Auerbach ha guidato la franchigia a 9 titoli NBA in 16 stagioni.
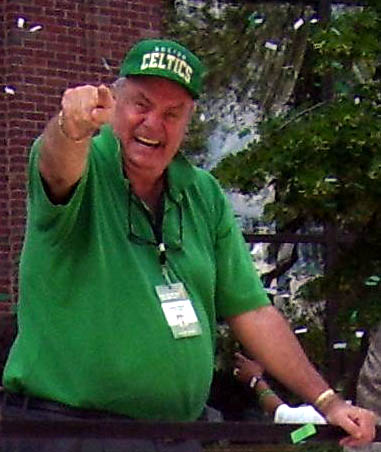
Tom Heinsohn è stato nominato allenatore dell'anno NBA della stagione 1972–73 e ha vinto il titolo NBA nel 1974 e 1976.
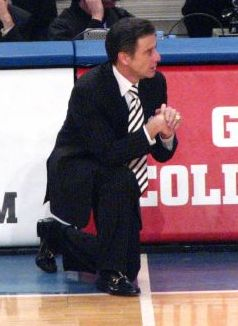
Rick Pitino è stato allenatore dei Celtics dal 1997 al 2001.
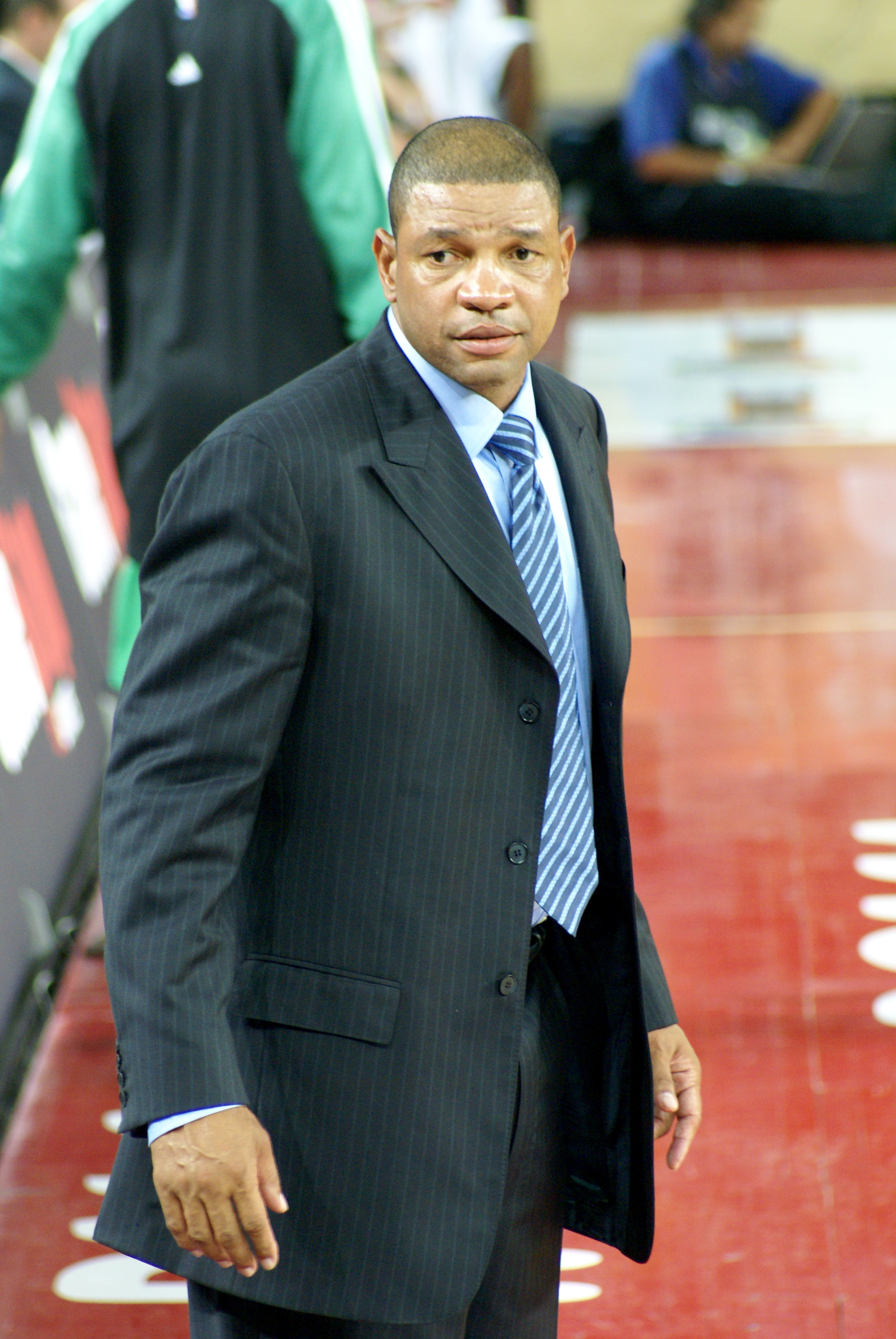
Doc Rivers ha guidato i Celtics al titolo NBA nel 2008.
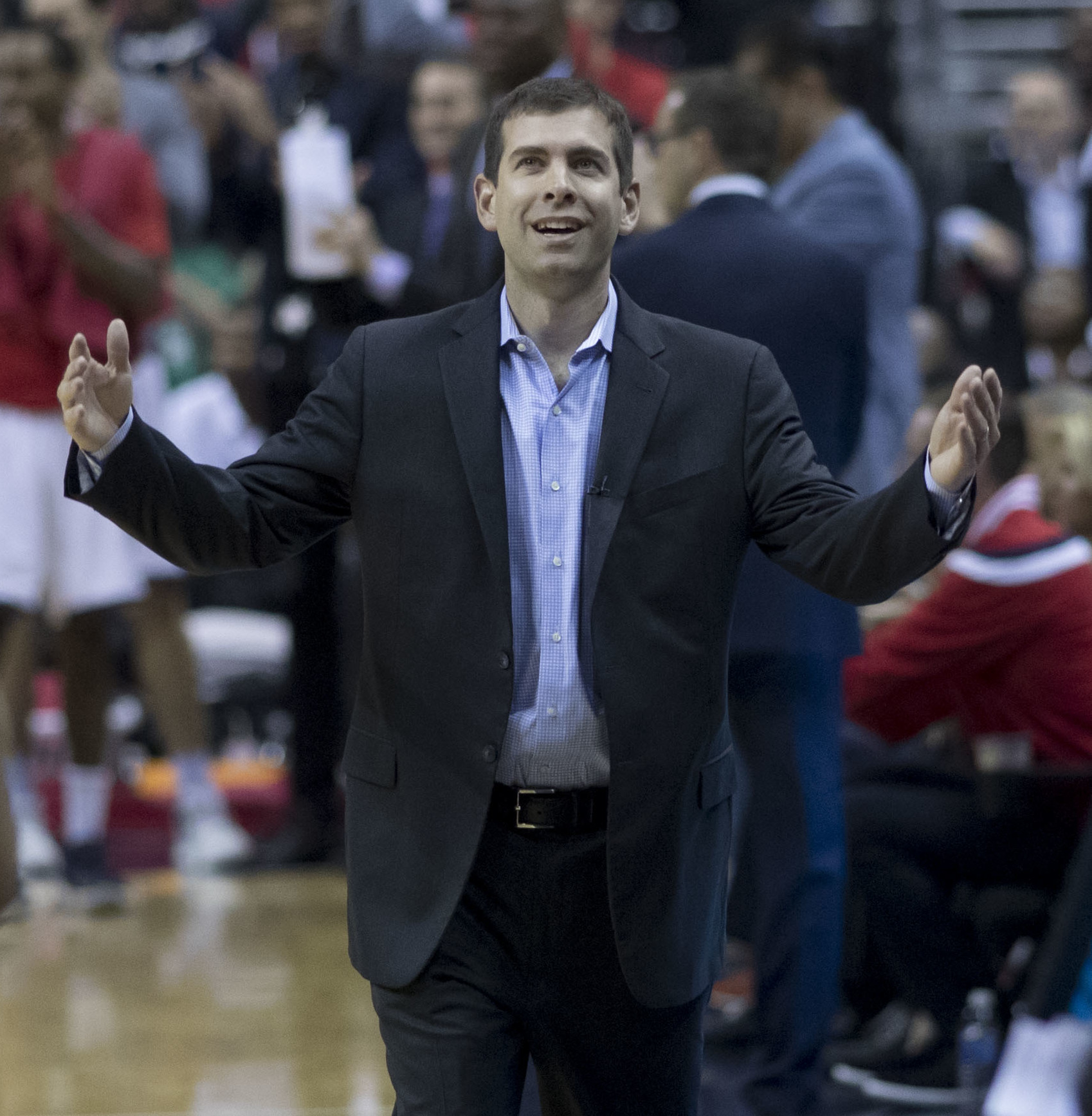
Brad Stevens è stato allenatore dei Celtics dal 2013 al 2021.
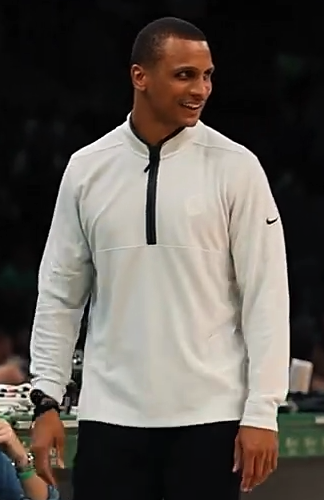
Joe Mazzulla attuale allenatore dei Celtics.

## Società
- 1946-1964 Walter A. Brown
- 1964-1965 Marjorie Brown
- 1965-1968 Marvin Kratter/National Equities
- 1968-1969 Ballantine Brewery
- 1969-1971 E.E. Erdman's TN Communications
- 1971-1972 Investors Funding Corporation
- 1972-1974 Robert Schmertz-Leisure Technology
- 1974-1975 Robert Schmertz e Irv Levin
- 1975-1978 Irv Levin
- 1978-1979 John Y. Brown, Jr. e Harry T. Mangurian, Jr.
- 1979-1983 Harry T. Mangurian, Jr.
- 1983-1992 Don Gaston, Alan N. Cohen, Paul Dupee
- 1992-2002 Paul Gaston
- 2002- oggi Boston Basketball Partners LLC

- 1946-1963 Walter A. Brown
- 1963-1965 Lou Pieri
- 1965-1967 Jack Waldron
- 1967-1968 Clarence Adams
- 1968-1970 Jack Waldron
- 1970-1997 Red Auerbach
- 1997-2001 Rick Pitino
- 2001-2006 Red Auerbach
- 2007-oggi Rich Gotham

- 1946-1951 Walter A. Brown
- 1951-1984 Red Auerbach
- 1984-1997 Jan Volk
- 1997-2007 Chris Wallace
- 2007-2021 Danny Ainge
- 2021-oggi Brad Stevens